# فرهنگ فنلاند

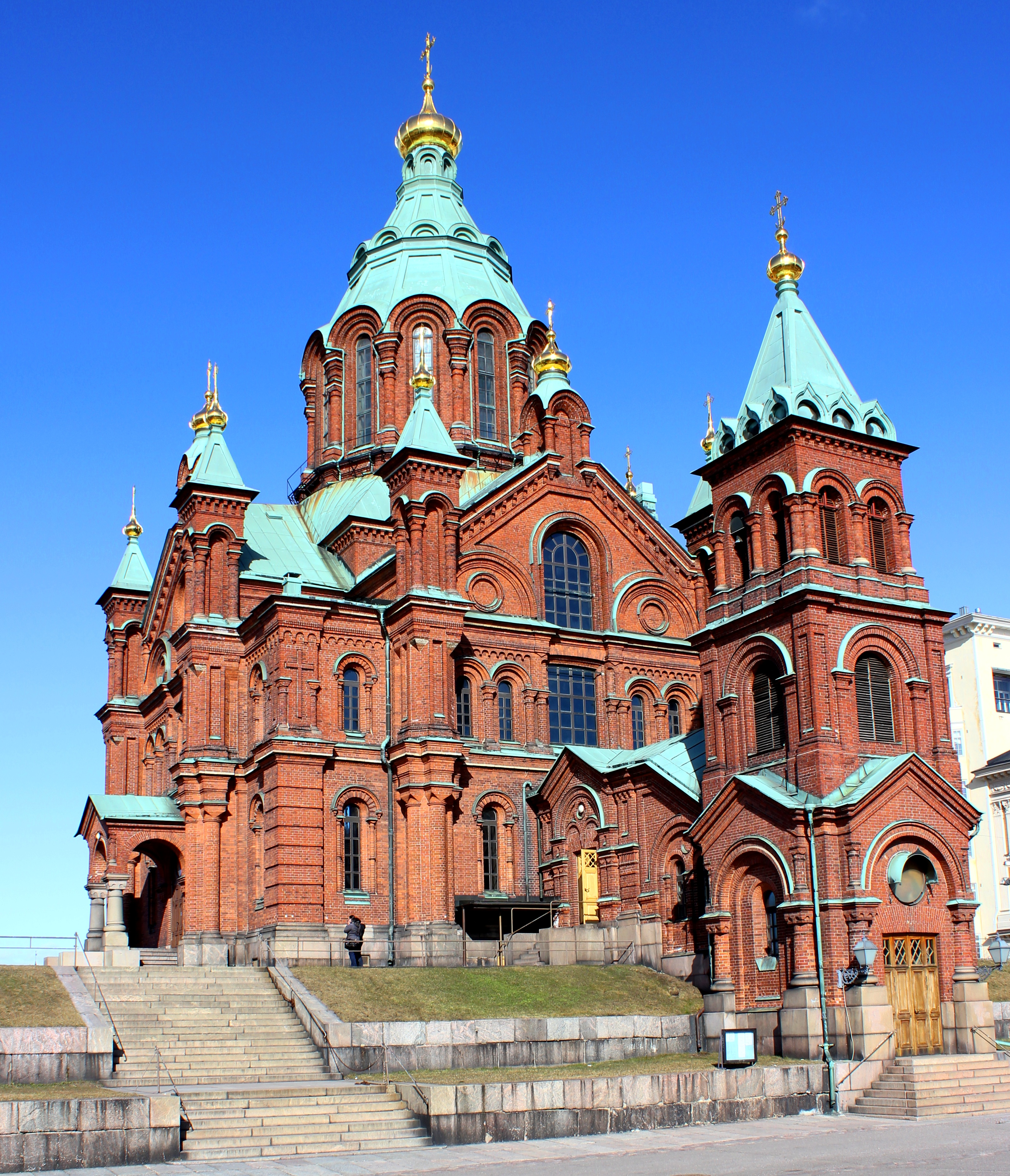
کلیسای جامع اوسپنسکی در هلسینکی

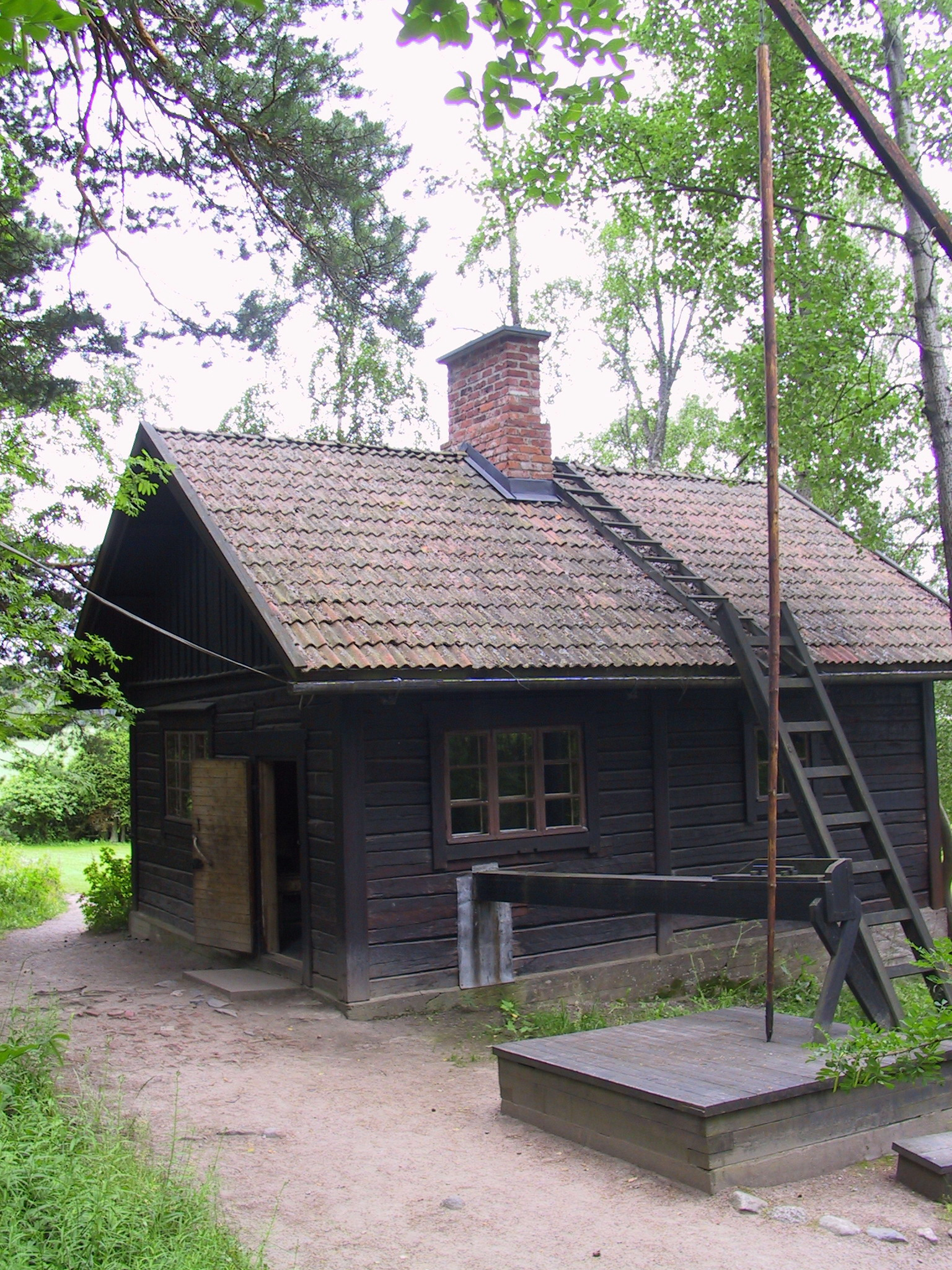
خانه ای در یکی از مناطق فنلاند

فرهنگ فنلاندی ترکیبی از میراث بومی کشور فنلاند با جنبه‌های فرهنگی مشترک کشورهای نوردیک و فرهنگ اروپایی را در خود دارد.
زبان فنلاندی که از خانواده زبان‌های اورالی است به عنوان زبان رسمی کشور، به اضافه زبان سوئدی که از خانواده زبان‌های ژرمنی است و توسط اقلیتی در کشور فنلاند صحبت می‌شود، به اضافه عاداتی چون استفاده زیاد از سونا، عناصر فرهنگی برجسته در فرهنگ فنلاندی را تشکیل می‌دهند.
فنلاند به دلیل تاریخ و موقعیت جغرافیایی خود از نظر فرهنگی  تحت تأثیر مناطق مجاور، مردمان مختلف فینی‌تبار و بالت‌ها و همچنین قدرت‌های مسلط سابق سوئد و روسیه قرار گرفته است.
سبک زندگی عمدتاً روستایی و خودکفا و مساوات‌خواهی و پرهیز از اسراف از ویژگی‌های دیگر فرهنگ فنلاند هستند. بسیاری از مردم فنلاند از نظر احساسی با حومه شهر و طبیعت ارتباط دارند، زیرا شهرنشینی در مقیاس بزرگ یک پدیده نسبتاً جدید است.
بین مناطق گوناگون فنلاند، تفاوت‌های فرهنگی وجود دارد. تفاوت‌های جزئی به‌ویژه در بین فنلاندی‌زبان‌ها از یک‌سو با سامی‌زبان‌ها، سوئدی‌زبان‌های فنلاند، کارلیایی‌ها، کولی‌ها، یهودی‌ها و تاتارهای فنلاند دیده می‌شود.
شرایط اقلیمی حاکم در فنلاند و دنیای حیوانات و گیاهان آن، فنلاندی‌ها را شکیبا بار آورده است و در برابر سختی‌ها تحمل دارند. فنلاندی‌ها علاوه بر مقاومت بالا در برابر شرایط منفی زندگی، فروتن (شاید حتی خجالتی) و صمیمی هستند. صداقت داشتن در میان مردم این مناطق از نظر تاریخی با این واقعیت توضیح داده می‌شود که از آنجایی که فنلاند منطقه کوچکی بود، هیچ‌کس نمی‌توانست دیگران را فریب دهد، زیرا اگر کسی از دروغ او مطلع می‌شد، هیچ‌کس دیگری نمی‌خواست با او معامله کند. این امر بخش مهمی از فرهنگ فنلاند را به تأکید بر صداقت تبدیل کرده است و مردم اهمیت ویژه‌ای برای این کیفیت اخلاقی قائل هستند.

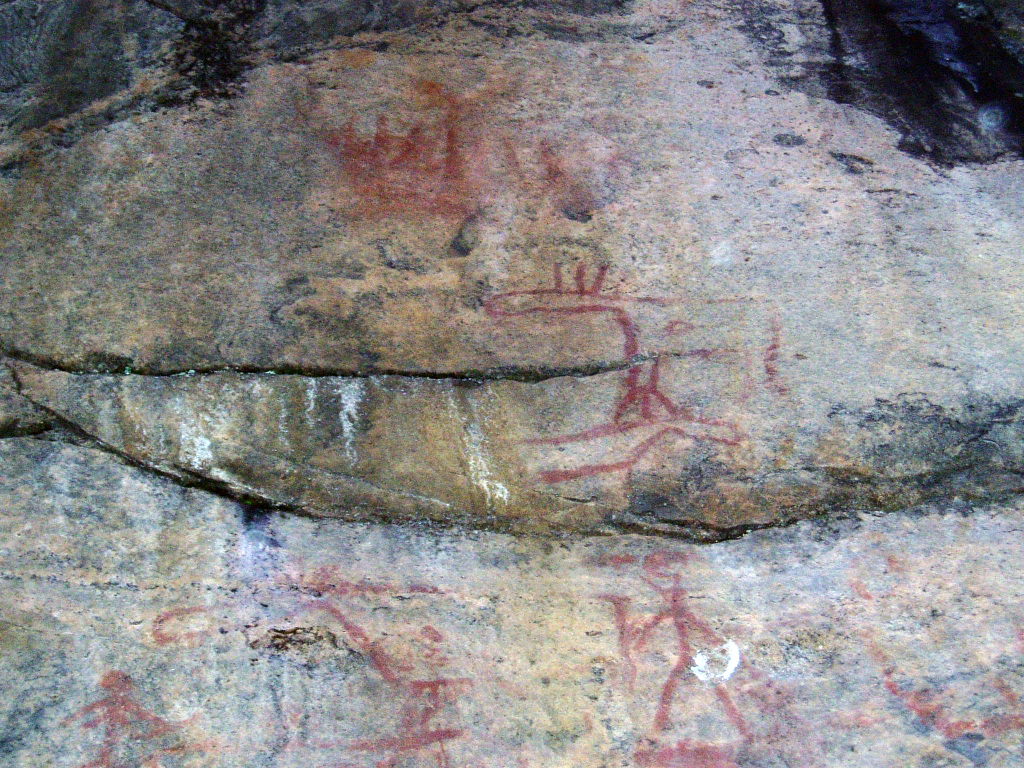
نقاشی سنگی ماقبل تاریخ به رنگ اُخرایی از گوزن‌ها، انسان‌ها و قایق‌ها در آستووانسالمی، فنلاند، از حدود. ۳۸۰۰–۲۲۰۰ قبل از میلاد

آخرین عصر یخبندان بیشتر شمال اروپا را پوشانده بود. پس از عقب‌نشینی آن در حدود ۸۰۰۰ سال قبل از میلاد، مردم شروع به ورود به فنلاند امروزی کردند که اکثر آنها احتمالاً از جنوب و شرق سفر می‌کردند. یافته‌های باستان‌شناسی اخیر همچنین نشان می‌دهد که حضور فرهنگ کومسا در شمال غرب فنلاند به قدمت اولین اکتشافات در سواحل نروژ است.
فنلاند امروزی تا حدود ۵۰۰۰ سال پیش از میلاد بخشی از فرهنگ شمال شرقی کوندا و از حدود ۴۲۰۰ تا ۲۰۰۰ پیش از میلاد بخشی از فرهنگ سفال شانه‌ای بود. فرهنگ کیوکاینن حدود ۱۲۰۰ سال پیش از میلاد در سواحل جنوب غربی فنلاند پدیدار شد.
نیاکان فنلاندی‌ها مانند استونیایی‌ها و مجارستانی‌ها که همگی به خانواده زبان فینو-اوگری تعلق دارند، از منطقه اورال آمده‌اند. در منطقه‌ای که اکنون فنلاند نامیده می‌شود، زمانی سرزمینی تحت حاکمیت سوئد وجود داشت. از سال ۱۱۰۰ تا ۱۲۰۰، پادشاهی سوئد شروع به ادغام فنلاند کرد. با این حال، نووگورود نیز برای به دست آوردن کنترل تلاش کرد. سوئدی‌ها در آن زمان در این کشور موقعیت‌های مهمی داشتند. زبان فنلاندی سرکوب شد و زبان تحصیل‌کردگان و قدرتمندان سوئدی بود. در آن روزگار مدرسه‌ای به زبان فنلاندی تدریس نمی‌کرد. اولین دانشگاه در فنلاند توسط سوئدی‌ها در تورکو، پایتخت آن زمان تأسیس شد.
چندین جنگ بین سال‌های ۱۴۰۰ تا ۱۷۰۰ رخ داد که در آن فنلاند علیه سوئد، نووگورود، دوک‌نشین بزرگ مسکو و روسیه امپراتوری جنگید. در سال ۱۷۲۱، معاهده صلح نیستاد امضا شد و به سلطه سوئد در منطقه بالتیک پایان داد. در سال ۱۸۰۹، فنلاند توسط روسیه ضمیمه شد. از ۱۸۰۹ تا ۱۹۱۷، فنلاند یک دوک‌نشین بزرگ با تزار روسیه به عنوان پادشاه مشروطه بود. در جنوب شرقی فنلاند، منطقه کارلیا، جایی که بیشتر درگیری‌های روسیه و سوئد رخ داد، تحت تأثیر هر دو فرهنگ قرار گرفت در حالی که در حاشیه هر دو مرکز قدرت باقی ماند. ابیات حماسه ملی فنلاند، کالِوالا، عمدتاً از کارلیا و اینگریا سرچشمه می‌گیرد.
فنلاند از سال ۱۹۱۷ یک کشور مستقل بوده است. جمعیت کمتری در مناطق شمالی کشور زندگی می‌کنند و شهرهای بزرگ در جنوب واقع شده‌اند. در حال حاضر، جمعیت اطراف هلسینکی بیشتر و بیشتر می‌شود، زیرا بسیاری از فنلاندی‌ها هلسینکی و اطراف آن را محل اقامت خود می‌دانند، حتی اگر در اسپو یا وانتا زندگی کنند. تامپره با ۲۰۰ هزار نفر جمعیت بزرگ‌ترین شهر داخلی اسکاندیناوی است و احتمالاً کمترین تأثیر زبان سوئدی را در بین شهرهای بزرگ فنلاند دارد. در این شهر، تمام تابلوهای خیابان فقط به زبان فنلاندی هستند، در حالی که در جنوب، بیشتر آنها به زبان سوئدی هستند. از سوی دیگر، در لاپلند، اغلب از زبان سامی استفاده می‌شود.
فنلاندی‌ها به دلیل حکومت مداوم بیگانگان، زندگی در جنگل‌ها یا روستاهای کوچک را به جای شهرها که بیشتر در ساحل واقع شده بودند و بیشتر در معرض حکومت سوئدی‌ها یا روس‌ها بودند، ترجیح می‌دادند. مهاجرت روستایی تا دهه ۱۹۵۰ اتفاق نیفتاد. علیرغم وجود کارخانه‌های کاغذ و صنایع نساجی از حدود سال ۱۸۰۰، بیش از نیمی از جمعیت هنوز در دهه ۱۹۵۰ به کشاورزی مشغول بودند. فنلاندی‌ها از اواخر قرن نوزدهم به منظور تقویت زبان فنلاندی بر سوادآموزی تأکید می‌کردند. در حال حاضر فنلاند دارای دو زبان است که کمتر از ۶ درصد فنلاندی‌ها به زبان سوئدی به عنوان زبان مادری خود صحبت می‌کنند.
قرن نوزدهم احساس رمانتیسیسم ملی و ناسیونالیسم را در سراسر اروپا به ارمغان آورد. ملی‌گرایی فنلاندی نیز رشد کرد، هویت فرهنگی را شکل داد و کنترل سرزمین را در اولویت قرار داد. بیان هویت فنلاندی توسط مدرس دانشگاه، آ.ای. آرویدسون (۱۷۹۱–۱۸۵۸)، به یک باور رایج «جنبش فِنومان» تبدیل شد: «ما سوئدی نیستیم، نمی‌خواهیم روس شویم، پس بیایید فنلاندی باشیم.» ملی‌گرایی افزایش یافت و منجر به اعلام استقلال از روسیه در ۶ دسامبر ۱۹۱۷، روز استقلال فنلاند شد. قابل ذکر است که ناسیونالیست‌ها، سوئدی‌زبان‌ها را اعضای یک ملت متفاوت (سوئد) نمی‌دانستند. در واقع، بسیاری از فِنومان‌ها از خانواده‌های سوئدی‌زبان بودند.

## فنلاندی‌زبان‌ها
گروه قومی اکثریت فنلاند، فنلاندی‌ها هستند. اکثر فنلاندی‌ها به زبان فنلاندی به عنوان زبان مادری خود صحبت می‌کنند. زبان فنلاندی یک زبان هندواروپایی نیست و به خانواده زبان‌های اورالی تعلق دارد. فنلاندی‌ها به‌طور سنتی بر اساس گویش خود به زیرگروه‌هایی (heimo) تقسیم می‌شوند، اما این گروه‌ها به دلیل شهرنشینی و مهاجرت داخلی در قرن بیستم اهمیت چندانی ندارند.

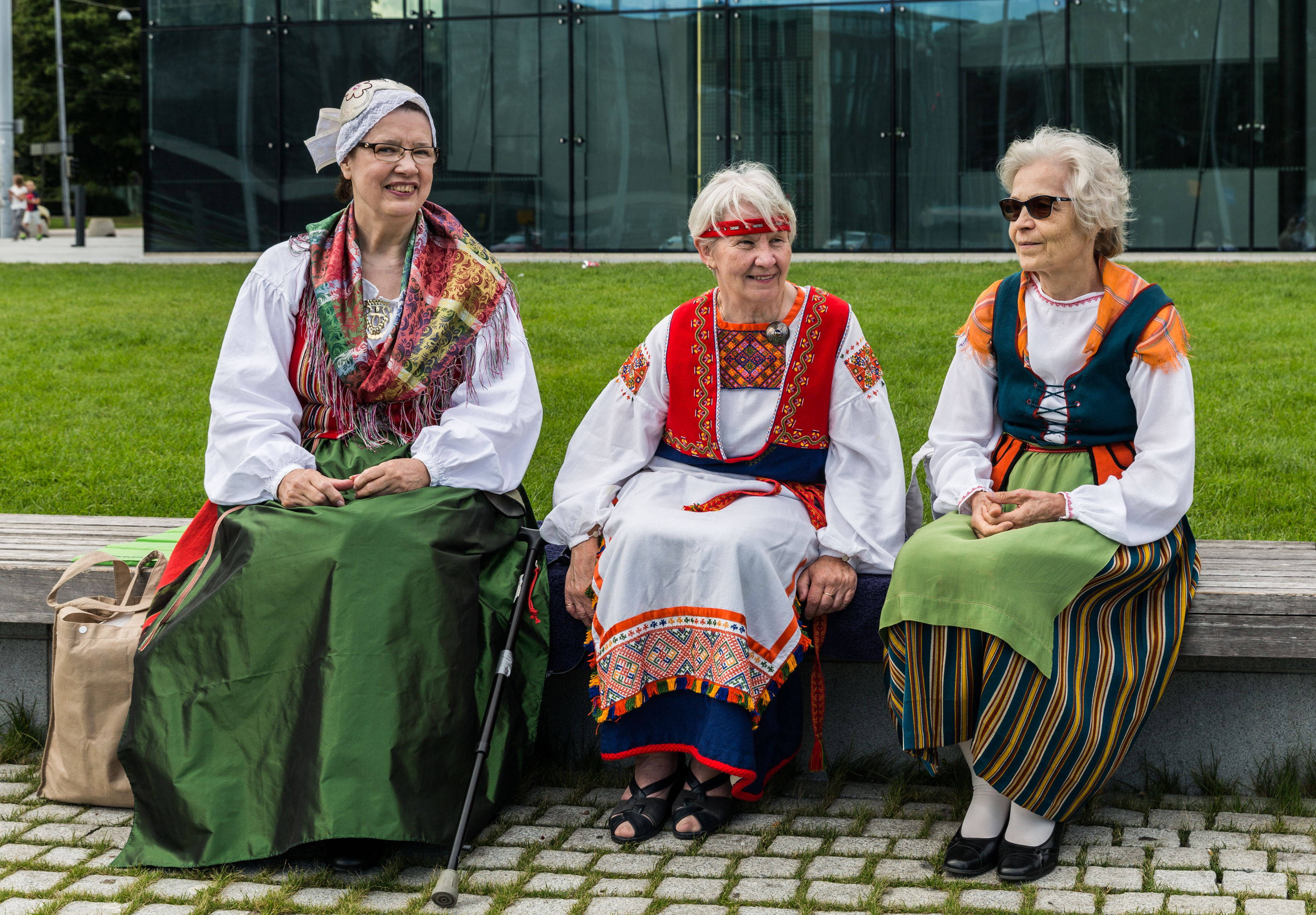
جامه سنتی زنان فنلاندی.

بزرگ‌ترین خرده‌فرهنگ در فنلاند مربوط به فنلاندی‌های سوئدی‌زبان آن است. حزب سیاسی حزب مردم سوئد (Svenska Folkpartiet)، به‌طور سنتی بخش کوچکی اما مهمی از فرهنگ سوئدی-فنلاندی داشته است. روزنامه Hufvudstadsbladet ('روزنامه پایتخت') بزرگ‌ترین روزنامه سوئدی‌زبان در فنلاند است و دفتر مرکزی آن در هلسینکی است. اقلیت سوئدی‌زبان هدف آزار و اذیت و تبعیض در فنلاند بوده است. آنها هنوز هم به عنوان طبقه بالا در فنلاند، به ویژه در هلسینکی در نظر گرفته می‌شوند و نام‌های مستعار، مانند "Svenska talande bättre folk" (سوئدی‌زبان‌ها، از ما بهتران‌اند) را به دست آورده‌اند. فنلاندی‌های سوئدی گاهی اوقات به دلیل تعداد نسبتاً کم آنها که همه یکدیگر را می‌شناسند و با عنوان "Ankkalampi" (Ankdammen یا "حوض اردک") نیز شناخته می‌شوند. با این حال، امروزه، بیشتر تفاوت‌ها به دلیل ازدواج‌های مختلط و همگن‌سازی و ارتباط بین فرهنگی محو شده است (اگرچه خانواده‌های ثروتمند و قدرتمند سوئدی‌زبان هنوز وجود دارند). گروه فنلاندی-سوئدی دارای سنت‌های منحصر به فردی است که از سنت‌های اصلی فنلاندی زبان متمایز است، اما در یک جامعه متفاوت زندگی نمی‌کند. این گروه منشاهای مختلفی دارد، هم از تغییر زبان و هم از مهاجرت.

## سامی‌ها
منطقه لاپ‌لند در شمال، قوم سامی را در خود جای داده است. تا حدود سال ۱۵۰۰، سامی‌ها عمدتاً ماهیگیر و تله‌گذار بودند، معمولاً به صورت ترکیبی، و یک سبک زندگی عشایری را دنبال می‌کردند که با مهاجرت گوزن‌های شمالی تعیین می‌شد. به‌طور سنتی، مردم سامی به ماهیگیری، تله‌گذاری و گله‌داری گوزن شمالی می‌پرداختند. آنها به دلیل سبک زندگی عشایری خود، جوامع خود را به‌طور متفاوتی از فنلاندی‌ها سازماندهی کرده‌اند. زبان مادری آنها فنلاندی نیست، بلکه یکی از سه زبان سامی است که در فنلاند صحبت می‌شود. با این حال، دوران مدرن اکثر سامی‌ها را به مناطق شهری آورده است، جایی که آنها با جامعه اصلی جذب می‌شوند و به زبان فنلاندی صحبت می‌کنند. ۱۰ درصد از سامی‌ها به گله‌داری در شمال فنلاند ادامه می‌دهند. در حال حاضر، سامی‌ها یک اقلیت ۵ درصدی در لاپ‌لند بومی فنلاند هستند.

## رومان‌ها
یکی دیگر از گروه‌های عشایری کولی‌های (رومان‌های) فنلاندی هستند که از قرن هفدهم وجود داشته‌اند. برای قرن‌ها مردان کولی، تاجر اسب بودند، در حالی که در دوران پس از جنگ به پرورش اسب و خرید و فروش خودرو و ضایعات فلزات روی آورده‌اند. زنان به‌طور سنتی به فال‌گیری و صنایع دستی مشغول هستند. کولی‌ها هدف آزار و اذیت و تبعیض در فنلاند بوده‌اند. «کمیسیون دائمی مشورتی امور کولی در سال ۱۹۶۸ تأسیس شد و در سال ۱۹۷۰ تبعیض نژادی از طریق افزودن به قانون جزا ممنوع شد. این قانون اعمال آشکار مانند منع کولی‌ها از رستوران‌ها یا مغازه‌ها یا تحت نظارت غیرمعمول آنها توسط مغازه‌داران یا پلیس را مجازات می‌کرد.» امروزه، کمک‌های مالی برای بهبود استاندارد زندگی ۵۰۰۰ تا ۶۰۰۰ کولی فنلاندی ارائه می‌شود.

## برابری جنسیتی
پس از بررسی موقعیت زنان در سراسر جهان، کمیته بحران جمعیت مستقر در واشینگتن در سال ۱۹۸۸ گزارش داد که فنلاند، کمی پشت سر سوئد در رتبه اول و درست جلوتر از ایالات متحده، یکی از بهترین مکان‌هایی است که یک زن می‌تواند در آن زندگی کند. این گروه پس از بررسی شرایط بهداشتی، آموزشی، اقتصادی و حقوقی که بر زندگی زنان تأثیر می‌گذارد، به این نتیجه رسید.
در مقایسه با زنان سایر کشورها، زنان فنلاندی که در اواسط دهه ۱۹۸۰ کمی بیش از ۵۰ درصد از جمعیت را تشکیل می‌دادند، جایگاه ممتازی داشتند. آنها اولین کسانی در اروپا بودند که حق رأی را به دست آوردند و در دهه ۱۹۸۰ معمولاً حدود یک سوم از اعضای ادوسکونتا (پارلمان) را تشکیل می‌دادند و چندین پست وزارتخانه را در اختیار داشتند. در دهه ۱۹۸۰، حدود ۷۵ درصد از زنان بزرگسال در خارج از خانه کار می‌کردند. آنها حدود ۴۸ درصد از نیروی کار را تشکیل می‌دادند. زنان فنلاندی به اندازه همتایان مرد خود تحصیل کرده بودند و در برخی موارد، به عنوان مثال، تعداد زنان در حال تحصیل در سطح دانشگاه کمی بیشتر از تعداد مردان بود. علاوه بر یک سیستم رفاهی در حال گسترش، که از زمان جنگ جهانی دوم به آنها کمک قابل توجهی در زمینه زایمان و تربیت فرزند می‌کرد، زنان به دستاوردهای قابل توجهی در قانونگذاری دست یافته بودند که آنها را به برابری کامل با مردان نزدیک‌تر می‌کرد.
در سال ۱۹۷۲ شورای برابری (fi) برای مشاوره به قانون‌گذاران در مورد روش‌های تحقق برابری کامل قانونی برای زنان تأسیس شد. در سال ۱۹۸۳، قانون مقرر کرد که هر دو والدین از حقوق مساوی برای حضانت فرزندان خود برخوردار باشند. یک سال بعد، به زنان در تعیین ملیت فرزندانشان حقوق برابر اعطا شد. از این پس هر کودکی که از یک زن فنلاندی متولد شود، تابعیت فنلاند را خواهد داشت. پس از یک مناظره ملی بسیار داغ، قانونی در سال ۱۹۸۵ تصویب شد که به زنان حق مساوی برای تصمیم‌گیری در مورد اینکه از چه نام خانوادگی یا نام خانوادگی برای خود و فرزندانشان استفاده کنند، اعطا کرد. این پیشرفت‌ها با قانون برابری بین زنان و مردان (fi) که در اوایل سال ۱۹۸۷ لازم الاجرا شد و هرگونه تبعیض مبتنی بر جنسیت را ممنوع کرد و از این تبعیض محافظت کرد، تکمیل شد. پس از تصویب این قوانین، مقامات فنلاند کنوانسیون سازمان ملل متحد در مورد رفع کلیه اشکال تبعیض علیه زنان را در سال ۱۹۸۶ امضا کردند.
با این حال، در چندین زمینه، جنبش کوچک فمینیستی این کشور معتقد بود که شرایطی که زنان فنلاندی در آن زندگی می‌کردند باید بهبود یابد. چشمگیرترین مورد، اختلاف در دستمزدها بود. اگرچه زنان کمی کمتر از نیمی از نیروی کار را تشکیل می‌دادند و سابقه کار در خارج از خانه را داشتند، اما تنها حدود دو سوم دستمزد مردان را دریافت می‌کردند. مشاغلی که در آن زنان غالب بودند، مانند مشاغل خرده‌فروشی و کارمندان اداری، در مقایسه با مشاغلی که مردان اکثریت را تشکیل می‌دادند، دستمزد پایینی داشتند. علیرغم دستاوردهای تحصیلی برابر جنسیت‌ها، و علی‌رغم جامعه‌ای که تمایز جنسیتی نقش کمتری نسبت به بسیاری از کشورهای دیگر ایفا می‌کرد، تفکیک شغلی در فنلاند قابل توجه بود. در تعداد کمی از بیست شغل رایج، دو جنس به‌طور مساوی نمایندگی داشتند. تنها در مشاغل مربوط به کشاورزی، جنگل‌داری و آموزگاری، تقریباً برابری وجود داشت و تنها ۶ درصد از فنلاندی‌ها در مشاغلی کار می‌کردند که ۴۰ تا ۶۰ درصد کارگران از جنس مخالف بودند. مطالعات همچنین نشان داد که سطوح تحصیلی برابر - در هیچ دسته آموزشی - مانع از عقب ماندن دستمزد زنان از دستمزد مردان نمی‌شود. زنان تمایل به تصدی پست‌های پایین‌تر داشتند، در حالی که مردان بیشتر سرپرست یا مدیر بودند. این در همه جا، چه در مدارس یا دانشگاه‌ها، در کسب و کار، در خدمات عمومی یا سیاست در سطح محلی و ملی، چنین بود.
علاوه بر این که زنان در محل کار دارای جایگاه ثانویه بودند، به دلیل انجام سهم بیشتری از کارهای خانه نسبت به مردان، روزهای کاری طولانی‌تری داشتند. به‌طور متوسط، هفته کاری آنها در خارج از خانه چند ساعت کمتر از مردان بود زیرا تعداد بیشتری از آنها فقط به صورت پاره وقت استخدام می‌شدند یا در بخش خدمات کار می‌کردند، جایی که ساعات کار کوتاه‌تر از تولید بود. با این حال، مطالعات نشان داده است که زنان حدود دو برابر مردان برای کارهای خانه وقت صرف می‌کنند - حدود سه ساعت و چهل دقیقه در روز، در مقایسه با یک ساعت و پنجاه دقیقه برای مردان. مردان دو برابر تعمیرات خانه و تقریباً به همان اندازه خرید انجام می‌دادند، اما فقط یک سوم تا یک چهارم زمانی را که زنان به نظافت، آشپزی و مراقبت از کودکان اختصاص می‌دادند، صرف این امور می‌کردند. با توجه به اینکه بخش عمده‌ای از کارهای خانواده بر دوش زنان بود و احتمال سرپرستی خانواده‌های تک‌والدی پنج برابر بیشتر از مردان بود، کاستی‌های سیستم مراقبت روزانه از کودکان در فنلاند زنان را بیشتر از مردان تحت تأثیر قرار می‌داد. قانون برابری که در سال ۱۹۸۷ لازم‌الاجرا شد، کشور را متعهد کرد که به برابری کامل برای زنان دست یابد. در اواخر دهه ۱۹۸۰، جدول زمانی وجود داشت که اهداف خاصی را که باید در بقیه قرن بیستم به دست می‌آمد، فهرست می‌کرد. تأکید بر برابری برای همه بود تا حمایت از زنان. تلاش‌هایی نه تنها برای قرار دادن زنان در مشاغل تحت سلطه مردان، بلکه برای آوردن مردان به حوزه‌هایی که به‌طور سنتی متعلق به حوزه زنان تلقی می‌شود، مانند مراقبت از کودکان و تدریس در مدارس ابتدایی، انجام شد. هدف دیگر این بود که زنان سهم برابرتری در پست‌های تصمیم‌گیری داشته باشند.
از زمان تصویب قانون برابری در سال ۱۹۸۶، تعدادی به‌روزرسانی انجام شده است. جدیدترین آن، قانون عدم تبعیض که در سال ۲۰۱۵ تصویب شد، تبعیض بر اساس هویت جنسیتی یا بیان جنسیتی را ممنوع کرد و الزام طرح برابری جنسیتی به مدارس جامع و کارفرمایان گسترش یافت. همچنین نظرسنجی‌های حقوق را دقیق‌تر کرد، یک دادگاه ملی عدم تبعیض و برابری ایجاد شد و موقعیت مستقل بازرس برابری تقویت شد. روشن شده است که در قانون برابری، عبارت «هویت جنسیتی» به تجربه فرد از جنسیت خود از طریق لباس، رفتار یا از طریق دیگر اشاره دارد.

## ساختار خانواده
زندگی خانوادگی فنلاندی معمولاً بر خانواده هسته‌ای متمرکز است تا خانواده گسترده. معمولاً یک یا دو فرزند در یک خانواده وجود دارد. به‌طور سنتی، مردان نان‌آور بودند و زنان در خانه می‌ماندند و از فرزندان مراقبت می‌کردند. با این حال، از زمان جنگ جهانی دوم، نقش‌های جنسیتی تغییر کرده است. امروزه هم مردان و هم زنان هر دو نان‌آور هستند. سیستم رفاهی، مرخصی سخاوتمندانه والدین با مزایای مبتنی بر درآمد را امکان‌پذیر می‌کند. والدین فنلاندی این امکان را دارند که از مرخصی جزئی یا کلی که به آن حق دارند استفاده کنند. اکثر مادران ترجیح می‌دهند مرخصی طولانی‌تری تا یک سال داشته باشند. نرخ طلاق فنلاند ۵۱ درصد ازدواج‌هایی است که منحل می‌شود (آمار فنلاند، به‌روزرسانی ۵/۰۷). زندگی مشترک نیز رایج است. فنلاند بالاترین نسبت ربع زندگی (افراد بیست و چند ساله) را دارد که در اروپا لانه را ترک کرده‌اند (یعنی دیگر با والدین زندگی نمی‌کنند).
آداب معاشرت:
فنلاندی‌ها به عنوان افرادی درون‌گرا و با علاقه کم به گپ‌زدن‌های دوستانه کوتاه و بسیار محافظه‌کار نسبت به فضای شخصی خود کلیشه‌سازی شده‌اند. این موضوع کتابی در سال ۲۰۰۵ با عنوان فنلاند: گرگ تنهای فرهنگی اثر ریچارد لوئیس بود. در اکتبر ۲۰۱۸، بی‌بی‌سی مقاله‌ای در این مورد منتشر کرد.

## برابری اقتصادی
جامعه فنلاند با تعهد عمومی به آرمان‌های دولت رفاه، برابری و لیبرالیسم را تشویق می‌کند. نابرابری ثروت و تقسیم به طبقات اجتماعی را رد می‌کند. «هرکسی حقی دارد» (وزارت محیط زیست، ۱۹۹۹) فلسفه‌ای است که از دوران باستان به یادگار مانده است. همه شهروندان برای فعالیت‌های کشاورزی یا تفریحی به زمین‌های عمومی و خصوصی دسترسی دارند. فنلاندی‌ها برای نزدیکی به طبیعت ارزش قائل هستند. ریشه‌های کشاورزی در سبک زندگی روستایی نهفته است. فنلاندی‌ها نیز ملی‌گرا هستند، برخلاف خودشناسی با قومیت یا قبیله.
با ظهور اصلاحات، قانون آموزش اجباری، آموزش را به یک حق مدنی تبدیل کرد و در دسترس همه شهروندان قرار داد، به جز آموزش عالی، که رایگان است و پذیرش صرفاً بر اساس نمرات آزمون است. اعتقاد فنلاندی‌ها امنیت شغلی آینده است که مستلزم تحصیلات عالی در دنیای امروز است که به‌طور فزاینده‌ای فناورانه است.
پیش از مسیحی شدن فنلاند در سده یازدهم، پاگانیسم (بت‌پرستی) فنلاندی دین اصلی بود. سحر و جادو و پرستش خرس از نشانه‌های بارز دین و آیین باستانی بودند. یک احیای معاصر از این سامانه اعتقادی وجود دارد که سوئومه‌نوسکو (suomenusko) نامیده می‌شود.
مسیحیت در قرن دوازدهم وارد فرهنگ فنلاند شد. از سال ۲۰۱۶، ۷۲٫۸٪ از فنلاندی‌ها به کلیسای انجیلی لوتری تعلق دارند و ۱٫۱٪ به کلیسای ارتدکس فنلاند تعلق دارند.

## جشن‌ها و اعیاد
تعطیلات فنلاند مشابه تقویم مسیحیت غربی و سنت‌های پروتستانتیسم است. تعطیلات و سنت‌ها ترکیبی از حضور هزار ساله مسیحیان و بقایای سنت‌های بت‌پرستی فنلاندی است.
از جمله این موارد می‌توان به یوهانوس، نیمه تابستان فنلاند اشاره کرد. اکثر فنلاندی‌ها در هر یک از دریاچه‌های متعدد فنلاند به کلبه‌های تابستانی (mökki) می‌روند. بسته به منطقه، با آتش‌افروزی در نیمه شب، انقلابین تابستانی را جشن می‌گیرد و در جزایر الند، سنت رقصیدن به دور تیرک ماه مه که ریشه سوئدی دارد، برگزار می‌شود. سنت‌های نیمه تابستان همچنین شامل نسخه‌های مختلف جادو و فولکلور در جشن‌ها می‌شود. روز نیمه تابستان نیز روز پرچم در فنلاند است.

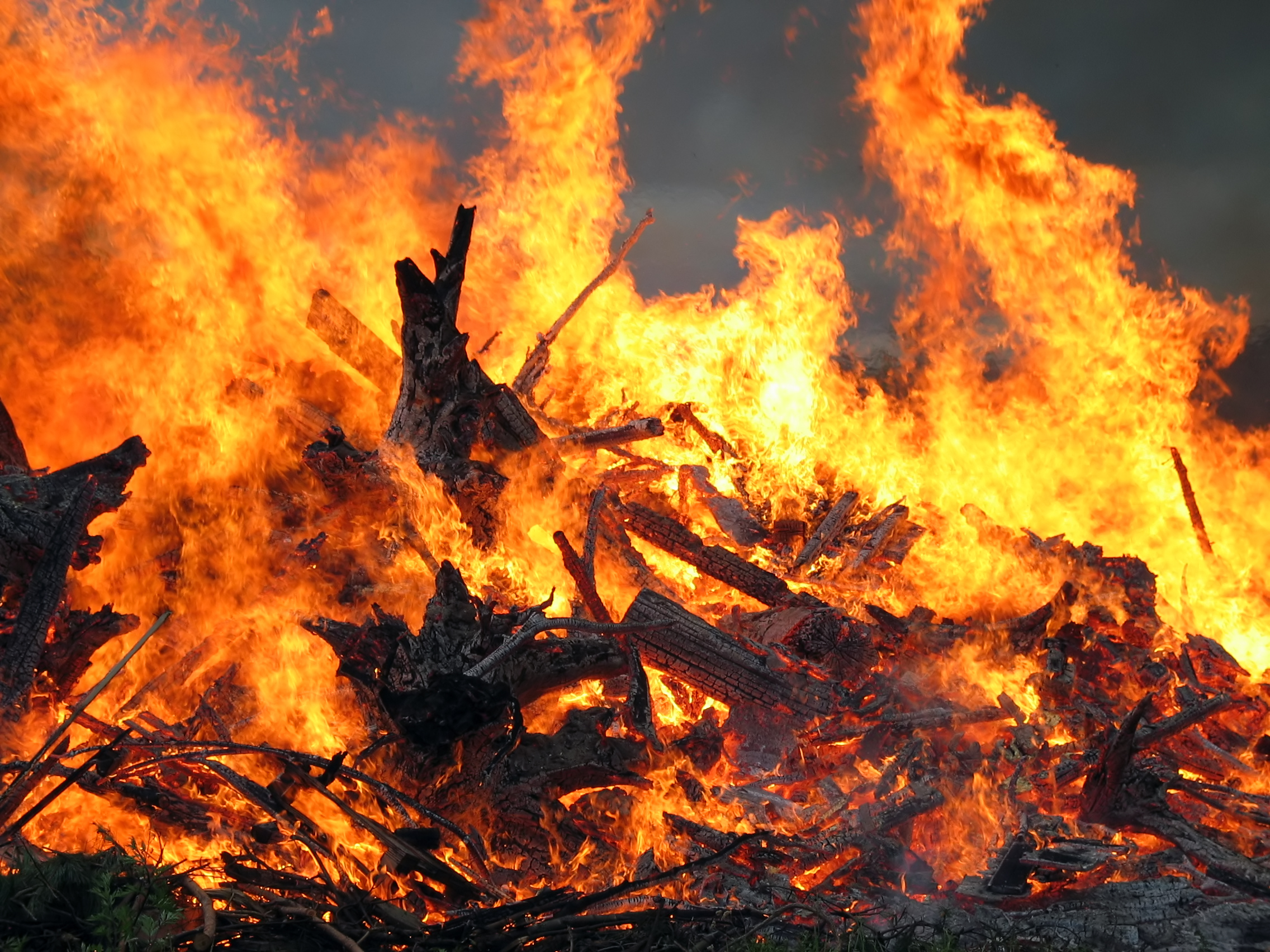
آتش‌افروزی نیمه تابستان (kokko) در منت‌سله.

کریسمس فنلاند (Joulu)، از سنت‌های درخت کریسمس و تقویم کریسمس پیروی می‌کند.
تقویم کریسمس یا «تقویم انتظار»، تقویمی است که برای شمارش معکوس روزهای مانده به کریسمس استفاده می‌شود و معمولاً به شکل یک جعبه با ۲۴ درب کوچک است که پشت هر درب یک شکلات یا هدیه کوچک قرار دارد.
تعطیلات در فنلاند از ۲۳ دسامبر شروع می‌شود. هدیه دادن در شب کریسمس با بازدید یولوپوکی (Joulupukki یا همان بابا نوئل) انجام می‌شود. غذاهای سنتی معمولاً فقط در کریسمس خورده می‌شوند و پس از آن سونا می‌روند. روز کریسمس برای یک «روز آرام» در نظر گرفته شده است و تعطیلات پس از ۲۶، روز سنت استفان (tapaninpäivä) به پایان می‌رسد.
عید پاک ترکیبی از آداب و رسوم مسیحی و بت‌پرستی است. در یکشنبه نخل یا شنبه مقدس، کودکان لباس جادوگران (noita) را می‌پوشند و در ازای شیرینی، شاخه‌های بید مزین به نرگس را از خانه‌ای به خانه دیگر می‌دهند. این شبیه به جشن هالووین در برخی کشورها (مانند بریتانیا و ایالات متحده) است. سوزاندن آتش عید پاک یک رسم بت‌پرستی است که برای دور نگه داشتن جادوگران در نظر گرفته شده است.

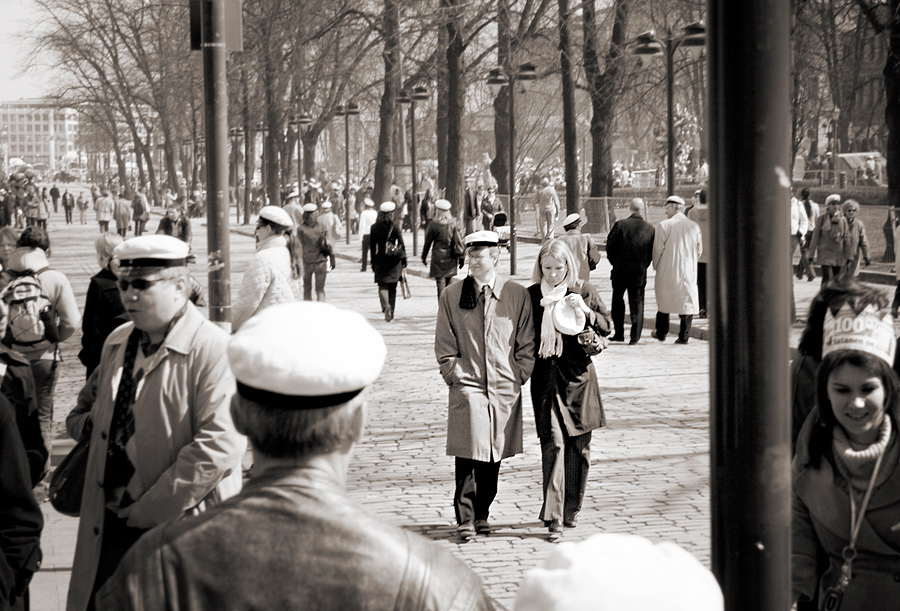
شب والپورگیس و دانشجویانی که در اسپلانادی هلسینکی کلاه فارغ‌التحصیلی بر سر دارند.

شب والپورگیس یا روز اول ماه مه یک تعطیلات ملی است، رویدادی برای فنلاندی‌ها تا با تأکید به استقبال بهار پس از چند ماه نور کم روز بروند. می‌توان آن را با ماردی گرا با رژه‌ها و مهمانی‌ها مقایسه کرد. به‌طور سنتی، این رویداد در آستانه واپو (Vappu) با پوشیدن کلاه فارغ‌التحصیلی توسط دانشجویان سابق و فعلی آغاز می‌شود.
روز استقلال فنلاند ۶ دسامبر و یک تعطیلات ملی است.

### تعطیلات رسمی
تمام تعطیلات رسمی در فنلاند با اقدامات مجلس فنلاند تعیین می‌شود. تعطیلات رسمی را می‌توان به تعطیلات مسیحی و سکولار تقسیم کرد. تعطیلات اصلی مسیحی کریسمس، خاج‌شویان، عید پاک، جشن عروج، عید پنجاهه و روز همه قدیسین است. تعطیلات غیرمذهبی عبارتند از روز سال نو، روز ماه مه، روز نیمه تابستان و روز استقلال. کریسمس گسترده‌ترین تعطیلات است: معمولاً حداقل ۲۴ تا ۲۶ دسامبر تعطیل است.

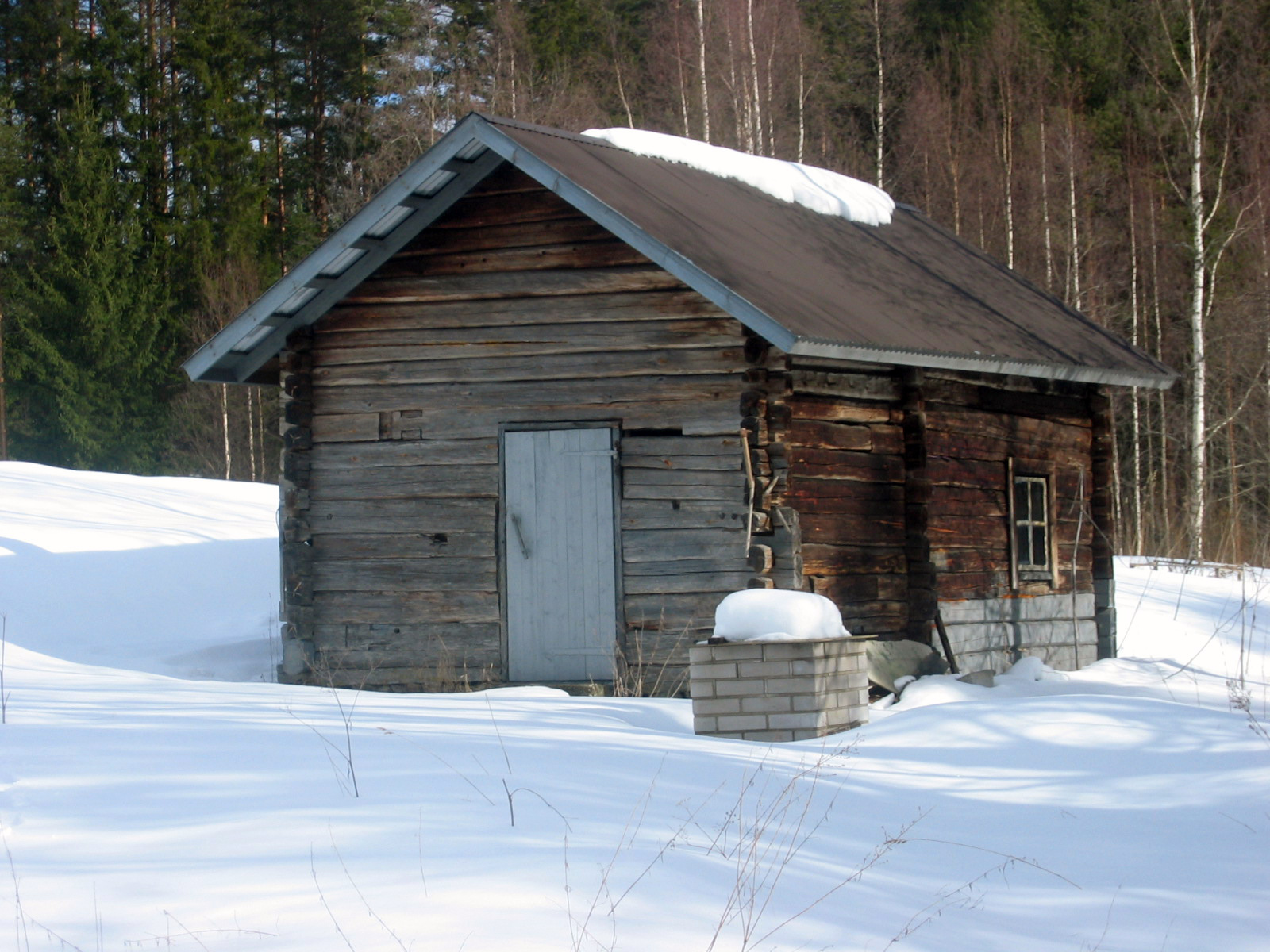
سونای دودی (savusauna) در انونکوسکی.

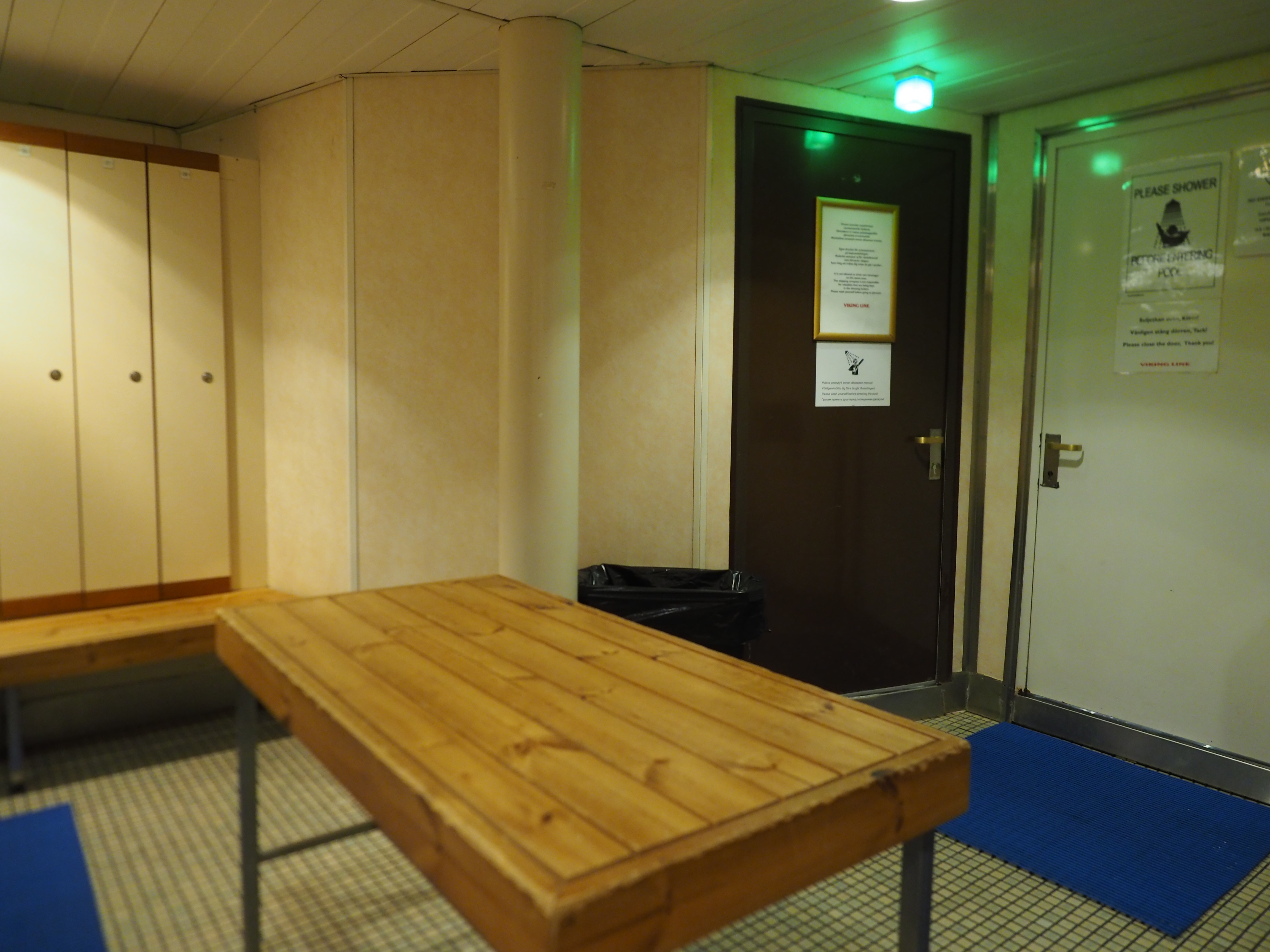
تصویری از فضای داخلی سونا در یکی از مناطق شهری فنلاند

سونا یا گرم‌خانه تفریحی، نوعی حمام بخار خشک است که در فنلاند محبوبت زیادی دارد. این کلمه ریشه فنلاندی اولیه دارد (در زبان‌های فینی و سامی یافت می‌شود) و قدمت آن به هفت هزار سال پیش بازمی‌گردد. هدف سونا به‌جز حمام کردن و گرم شدن (به صورت خشک یا بخار) این است که منافذ پوست باز شود و بدن کاملاً تمیز شود. در سونا می‌توان با شاخه‌های سرو یا غان (توس) به بدن ضربه زد تا گردش خون تحریک شود. سونا ماهیچه‌های دردناک و خسته را تسکین می‌دهد. فنلاندی‌ها اغلب از سونا برای تجدید قوا پس از کار سخت بدنی استفاده می‌کنند. فرهنگ سونا بیانگر ایجاد بستری برای گفتار آرام و زمان تفکر برای تسکین ذهن است. سونانشینی نباید با شتاب انجام شود زیرا برای آسایش و تأمل انجام می‌شود.
سازه سونا به صورت یک ساختمان کوچک چوبی شروع شد که تا حدی در زمین دفن شده بود. در سال‌های پیش از صنعتی شدن، از «سونای دودی» برای بو دادن گوشت و همچنین حمام کردن یا ایجاد محیطی پاک برای زایمان استفاده می‌شد، اما این سنت به نفع یک اختراع معاصرتر، یعنی سونا با گرمایش مداوم، که داغ‌تر، تمیزتر و سریع‌تر گرم می‌شود، کاهش یافته است. در سوناهای فنلاندی، دما روی حدود ۶۰–۱۰۰ درجه سانتیگراد (گاهی تا ۱۲۰ درجه سانتیگراد) تنظیم می‌شود و مقادیر کمی آب که روی سنگ‌های بالای اجاق گاز افشانده می‌شود، بخار ساطع می‌کند که احساس گرما ایجاد می‌کند. برخی از فنلاندی‌ها «سونای خشک» را با استفاده از بخار بسیار کم یا بدون بخار ترجیح می‌دهند. سونای سنتی شامل فرایند تعریق و خنک شدن چندین باره است. بخشی از فرایند خنک‌سازی، شنا در دریاچه قبل از بازگشت به سونا برای تعریق بیشتر است.
گرمابه‌های بخار در جاهای دیگر نیز بخشی از سنت اروپا بوده است، اما سونا در فنلاند، علاوه بر سوئد، کشورهای بالتیک، روسیه، نروژ و بخش‌هایی از ایالات متحده و کانادا، بهترین بقای خود را داشته است. علاوه بر این، تقریباً همه خانه‌های فنلاندی یا سونای خود را دارند یا در آپارتمان‌های چند طبقه، سونا اشتراکی دارند. سوناهای عمومی قبلاً رایج بودند، اما زمانی که سونا تقریباً در همه جا ساخته شده است (خانه‌های شخصی، سالن‌های شنای شهری، هتل‌ها، مقر شرکت‌ها، سالن‌های ورزشی و غیره)، این سنت کاهش یافته است.

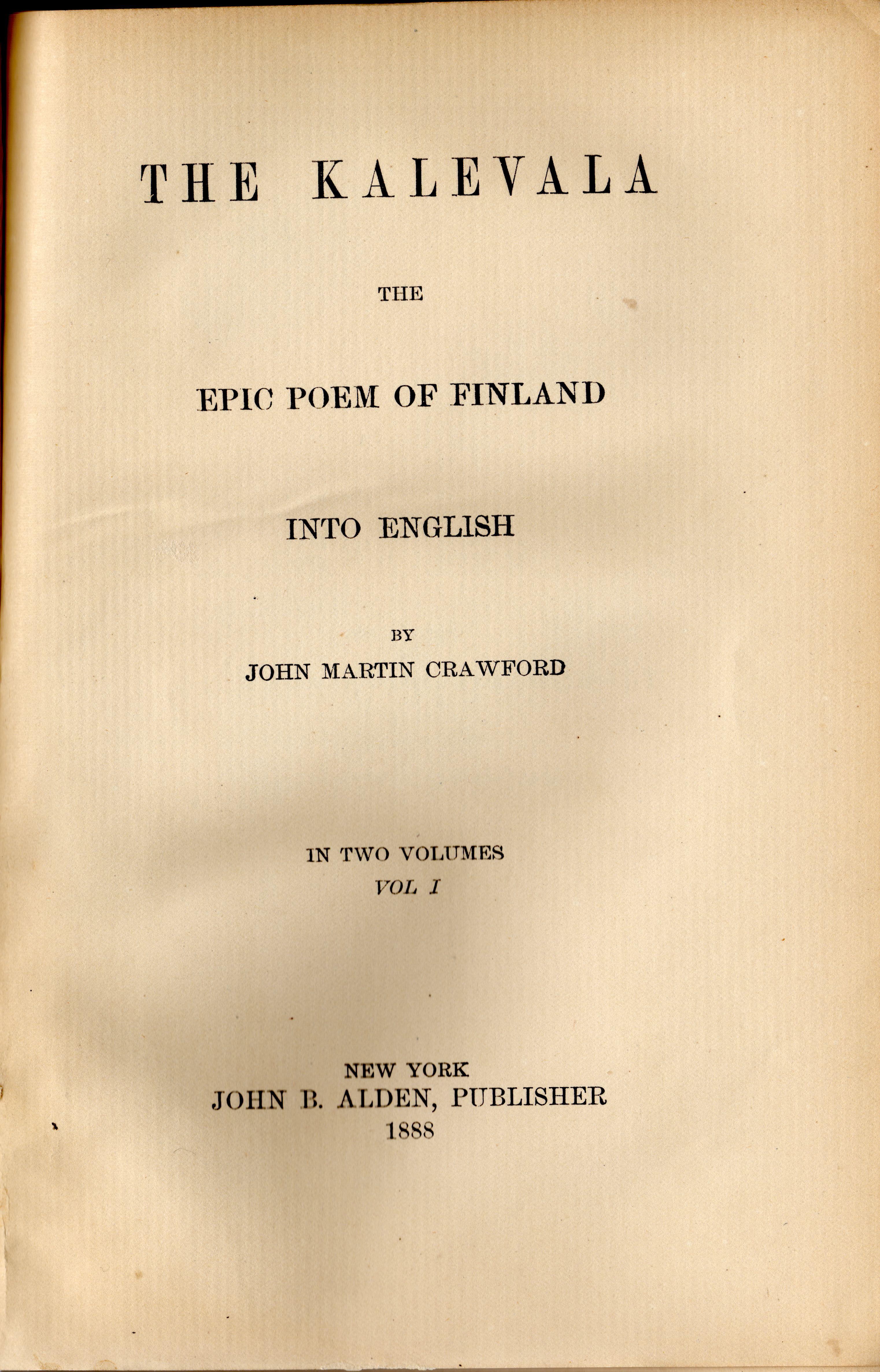
کالوالا. حماسه ملی فنلاند. ترجمه شده توسط جان مارتین کرافورد، ۱۸۸۸..

اگرچه می‌توان گفت که زبان نوشتاری فنلاندی از زمانی که میکائیل آگریکولا در قرن شانزدهم در نتیجه اصلاحات پروتستانی عهد جدید را به فنلاندی ترجمه کرد، وجود داشته است، اما تا قرن نوزدهم آثار ادبی قابل توجه کمی نوشته شد، که آغاز یک جنبش رمانتیک ملی فنلاندی را شاهد بود. این امر الیاس لونروت را بر آن داشت تا شعر عامیانه فنلاندی و کارلیایی را جمع‌آوری کند و آنها را به عنوان کالوالا، حماسه ملی فنلاند تنظیم و منتشر کند. این دوره شاهد ظهور شاعران و رمان‌نویسانی بود که به زبان فنلاندی می‌نوشتند، به ویژه آلکسیس کیوی و اینو لینو. یوهانی آهو دوازده بار نامزد جایزه نوبل ادبیات شد.
پس از استقلال فنلاند، نویسندگان مدرنیست ظهور کردند که معروف‌ترین آنها میکا والتاری بود. فرانس امیل سیلانپا در سال ۱۹۳۹ جایزه نوبل ادبیات را دریافت کرد، تا کنون تنها نویسنده فنلاندی برنده جایزه نوبل است. جنگ جهانی دوم باعث بازگشت به علایق ملی در مقایسه با یک خط فکری بین‌المللی‌تر شد که با واینو لینا مشخص شد. ادبیات در فنلاند معاصر در وضعیت سالمی قرار دارد و داستان‌های پلیسی از محبوبیت خاصی برخوردار هستند. ایلکا رمس، نویسنده فنلاندی تریلر، بسیار محبوب است. یوها وورینن برای کتاب‌های طنز خود جایزه Kultapokkari («جلد شومیز طلایی») را دریافت کرده است و در مجموع بیش از دو میلیون کتاب در فنلاند فروخته است.

## هنرهای تجسمی

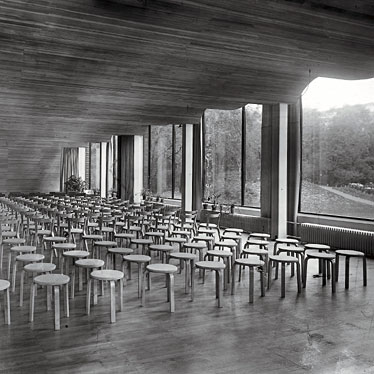
آلوار آلتو، کتابخانه ویبورگ (۱۹۲۷–۳۵)

جنبش‌های کارکردگرای نوآورانه، حوزه‌های طراحی مبلمان، سرامیک، شیشه، منسوجات و همچنین معماری فنلاند را متمایز کرده‌اند. طراحی فنلاندی، مضامین هنری محلی را با ابزار و موادی که با شرایط سخت سرزمین‌های شمالی سازگار شده‌اند، ترکیب می‌کند. بسیاری از هنرمندان و معماران، از آکسلی گالن-کاللا تا آلوار آلتو، در طول حرفه خود مبلمان و ظروف غذاخوری طراحی کرده‌اند.
نیروها، اشکال، رنگ‌ها و بافت‌های چشم‌انداز شمالی و رابطه انسان با طبیعت، تأثیر زیادی بر نقاشی، مجسمه‌سازی و سایر اشکال هنری این کشور داشته است. این امر به ویژه در ملی‌گرایی رمانتیک بازنمایی‌گرایانه که در پایان قرن نوزدهم شکوفا شد، مشهود است.
جنبش‌های هنر انتزاعی تا دهه ۱۹۵۰ جایگاهی در صحنه هنری فنلاند پیدا نکردند، اما زمانی که نقاشی یادمانی سام واننی با نام Contrapunctus (1959) در مسابقه‌ای برای نقاشی دیواری در هلسینکی برنده شد، هنر انتزاعی در فنلاند پذیرفته و تثبیت شد. با این حال، در سال‌های اخیر، هنرمندان گرافیک با فرآیندهای نوآورانه تولید تصویر و فناوری‌های چندرسانه‌ای برای خلق اشکال جدیدی از هنر که گاهی به عنوان نقد جامعه و فناوری عمل می‌کنند، آزمایش کرده‌اند.
صحنه هنر معاصر فنلاند با تأسیس کیاسما، موزه هنرهای معاصر در هلسینکی در سال ۱۹۹۸، بسیار بیشتر از قبل نمود یافت.

### معماری
معماری فنلاند بیش از ۸۰۰ سال قدمت دارد. به عنوان سرزمینی با جنگل‌های انبوه، چوب تا قرن بیستم مصالح ساختمانی طبیعی برای خانه‌ها و ساختمان‌های عمومی بود. با این حال، ساخت ساختمان‌های سنگی نیز قبل از قرن نوزدهم در کلیساها، قلعه‌ها و دژهای سنگی مختلف دیده می‌شود. معماری فنلاند در پیشبرد چندین سبک بین‌المللی مانند یوگنداشتیل (یا هنر نو), کلاسیسیزم نوردیک و کارکردگرایی سهم چشمگیری داشته است.
سه نفر از مشهورترین چهره‌های تاریخ معماری جهان فنلاندی بودند؛ الیل سارینن تأثیر عمده‌ای در معماری هنر نو داشت، با ساختمان‌هایی مانند ایستگاه مرکزی هلسینکی و پس از مهاجرت به ایالات متحده، آکادمی هنر کرن‌بروک در میشیگان. پسرش، ارو سارینن، اگرچه در فنلاند به دنیا آمد، اما به عنوان یک معمار آمریکایی نیز شناخته می‌شود و قطعات مهمی از معماری را در سراسر ایالات متحده خلق کرد، از جمله مرکز پرواز تی‌دبلیوای در فرودگاه کندی نیویورک و طاق دروازه در سنت لوئیس. آثار مشهورترین معمار مدرنیست فنلاند، آلوار آلتو، که به عنوان یکی از چهره‌های اصلی در تاریخ جهانی معماری مدرن شناخته می‌شود، تأثیر قابل توجهی در سراسر جهان داشته است. او درآوردن کارکردگرایی به فنلاند نقش مهمی داشت، اما همچنین به خاطر توسعه یک سبک اندام‌وارانه‌تر (ارگانیک‌تر) از معماری نوگرایانه شهرت پیدا کرد. از جمله معروف‌ترین ساختمان‌های او کتابخانه ویبورگ و خوابگاه بیکر هاوس در مؤسسه فناوری ماساچوست، کمبریج، ماساچوست، ایالات متحده است. آلتو همچنین به خاطر کارهایش در مبلمان (به عنوان مثال صندلی پایمیو) و شیشه‌گری (به عنوان مثال گلدان آلتو) معروف است.

## موسیقی

### موسیقی سنتی
بخش عمده‌ای از موسیقی سنتی فنلاند تحت تأثیر نغمه‌ها و سروده‌های سنتی فنلاند شرقی، به عنوان مثال کارلیا قرار دارد و بخش‌های غربی این کشور تحت تأثیر موسیقی رقص نوردیک قرار گرفته‌اند. شکل سنتی آواز، آواز رونه (rune) یعنی خواندن شعر در شرق فنلاند بهتر حفظ شده است و اغلب با ساز سنتی کانتله همراه است. این نوع موسیقی اغلب به عنوان شکل خالص‌تری از موسیقی سنتی دیده می‌شود، زیرا فاقد تأثیر ژرمنی است. از زمانی که موسیقی رقص نوردیک محبوب شد، محبوبیت آواز شعر کاهش یافته است، اما موسیقی فولک معاصر فنلاند در دهه‌های اخیر یک احیای ریشه‌ها را تجربه کرده و به بخشی از موسیقی عامه‌پسند تبدیل شده است، برای مثال، گروه Värttinä.

### موسیقی سامی
مردم شمال فنلاند، سوئد و نروژ، سامی (اسکاندیناوی)، در درجه اول به خاطر آهنگ‌های بسیار روحانی به نام یویک شناخته می‌شوند. همین کلمه گاهی اوقات به آهنگ‌های لاولو یا یخ‌زده اشاره دارد، اگرچه از نظر فنی نادرست است.

### کلاسیک و اپرا

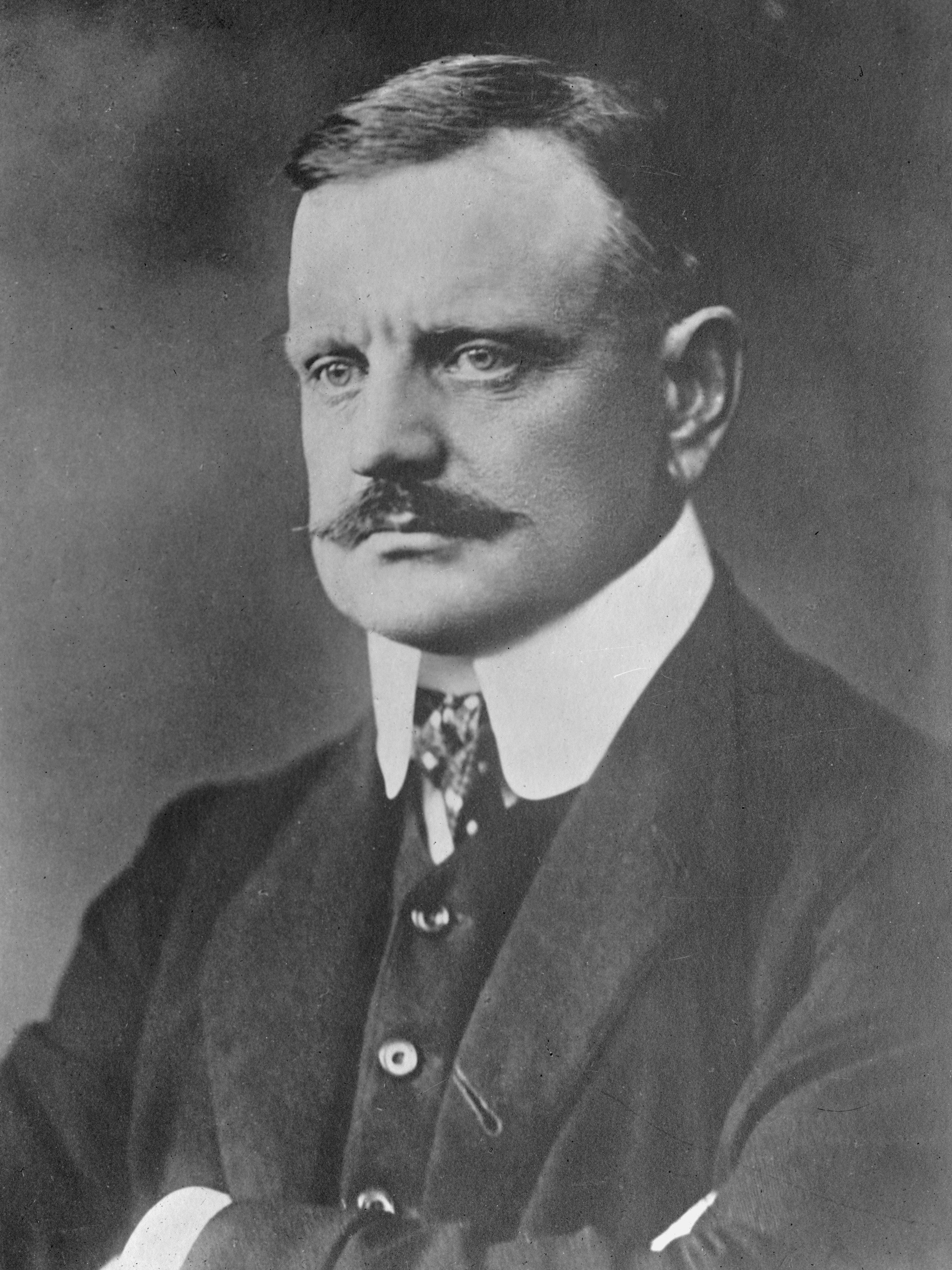
ژان سیبلیوس (۱۸۶۵–۱۹۵۷)، آهنگساز فنلاندی و شخصیتی برجسته در تاریخ موسیقی کلاسیک.

اولین اپرای فنلاندی توسط آهنگساز آلمانی فردریک پاکیوس در سال ۱۸۵۲ نوشته شد. پاکیوس همچنین سرود ملی فنلاند، سرود ملی فنلاند را نوشت. در دهه ۱۸۹۰ ملی‌گرایی فنلاندی بر اساس «کالِوالا» گسترش یافت و ژان سیبلیوس به خاطر سمفونی آوازی خود به نام کولِروو مشهور شد. او به زودی کمک‌هزینه‌ای برای مطالعه خوانندگان «رونو» (runo) در کارلیا دریافت کرد و به عنوان اولین موسیقیدان برجسته فنلاندی به پیشرفت خود ادامه داد. در سال ۱۸۹۹ او فینلاندیا را ساخت که نقش مهمی در استقلال فنلاند ایفا کرد. او همچنان یکی از محبوب‌ترین چهره‌های ملی فنلاند و نماد ملت است.
امروزه فنلاند صحنه موسیقی کلاسیک بسیار پر جنب و جوشی دارد. موسیقی کلاسیک فنلاند تنها حدود صد سال است که وجود داشته و بسیاری از آهنگسازان مهم هنوز زنده هستند، مانند ماگنوس لیندبرگ، کایا ساریاهو، آولیس سالینن و اینویوهانی رائوتاوارا. این آهنگسازان را تعداد زیادی از رهبران ارکستر بزرگ مانند ساکاری اورامو، میکو فرانک، اسا-پکا ساالونن، اسمو ونسکه، یوکا-پکا ساراسته، سوزانا ملکی و لایف سگرستام همراهی می‌کنند. برخی از موسیقی‌دانان کلاسیک فنلاندی که در سطح بین‌المللی تحسین شده‌اند عبارتند از کاریتا ماتیلا، سویله ایسوکوسکی، کاری کریکو، پکا کوسیستو، رکا سیلوای و لیندا براوا.

### موسیقی عامه‌پسند
موسیقی عامه‌پسند مدرن فنلاند شامل یک صحنه موسیقی هوی متال مشهور است که با سایر کشورهای نوردیک مشترک است، همچنین تعدادی از گروه‌های راک برجسته، نوازندگان موسیقی هیپ هاپ، موسیقی پاپ و بازیگران موسیقی رقص مانند بامفانک ام‌سیز، دارود و والدوز پیپل.
جاز همچنین در صحنه موسیقی فنلاند نقش دارد. برخی از نوازندگان مهم جاز برادران هایکی و پکا سارمانتو، یوکا لینکولا، کیث هال (بریتانیا)، اسکو لیناوالی و ولادیمیر شافرانف (روسیه) هستند. کلوپ‌های جاز متعددی در فنلاند وجود دارد، مانند استوری‌ویل، هات تُمیتو و یوام‌اُ (UMO مخفف Uuden Musiikin Orkesteri است، به معنی "ارکستر موسیقی جدید").
موسیقی الکترونیک فنلاند مانند برند ضبط سهکو ریکوردینگز از تحسین زیرزمینی برخوردار است. ایسکلمه (Iskelmä) (که مستقیماً از کلمه آلمانی موسیقی اشلاگر به معنای ضربه گرفته شده است) یک کلمه سنتی فنلاندی برای یک آهنگ محبوب سبک است. موسیقی عامه‌پسند فنلاند همچنین شامل انواع مختلفی از موسیقی رقص است. موسیقی تانگو، سبکی از موسیقی آرژانتین، نیز محبوب است. یکی از پرکارترین آهنگسازان موسیقی عامه‌پسند تویوو کرکی و مشهورترین خواننده الاوی ویرتا (۱۹۱۵–۱۹۷۲) بود. در میان ترانه‌سرایان، سائوو پوهتیلا (۲۰۱۴–۱۹۲۸)، راینو هلیسما (درگذشت ۱۹۶۵) و ویکو «وکسی» سالمی از جمله نویسندگان برجسته هستند. آهنگساز و رهبر گروه جیمی تنور به خاطر سبک موسیقی یکپارچه‌سازی با سیستم‌عامل رترو-فانک خود شناخته شده است.

### موسیقی رقص
هنرمندان مشهور موسیقی رقص و الکترونیک فنلاندی عبارتند از یوری هولکونن، دارود، JS16، DJ Proteus, فانو، DJ Muffler، گروه ترنس Super8 & Tab و DJ Orkidea. موسیقی رقص فنلاندی همچنین به خاطر Suomisaundi شناخته می‌شود، نوعی سایکدلیک ترنس آزاد که در اواسط دهه ۱۹۹۰ در فنلاند سرچشمه گرفت.

### راک و هوی متال

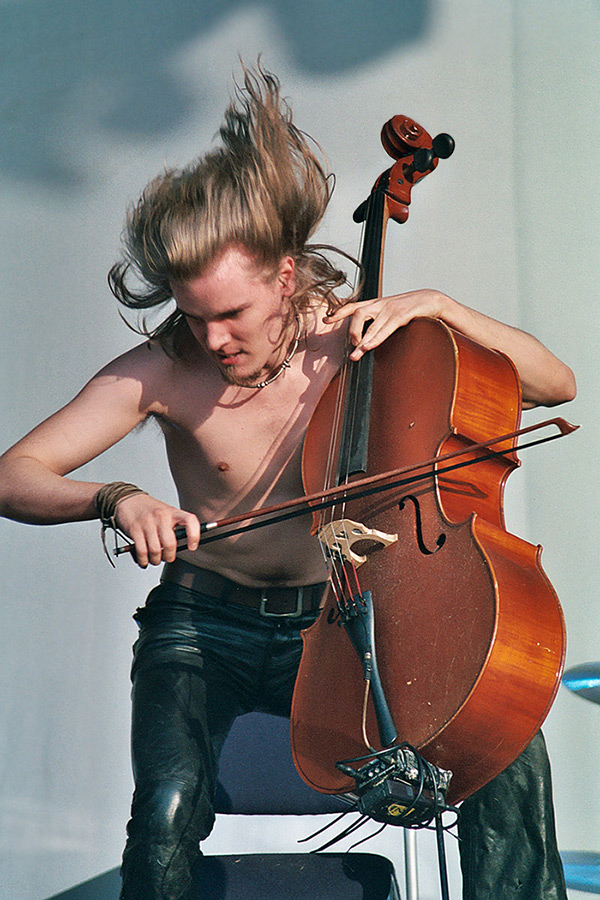
پرتو کیوی‌لاکسو از گروه متال آپوکالیپتیکا.

صحنه موسیقی راک فنلاند در دهه ۱۹۶۰ ظهور کرد و هنرمندانی مانند بلوز سکشن و کیرکا پیشگام آن بودند. در دهه ۱۹۷۰، موسیقی‌دانان راک فنلاندی به جای ترجمه آهنگ‌های بین‌المللی به فنلاندی، شروع به نوشتن موسیقی خود کردند. در طول این دهه، برخی از گروه‌های پراگرسیو راک، مانند تاساوالان پرزیددنتی و ویگ‌من، در خارج از کشور مورد احترام قرار گرفتند، اما نتوانستند در خارج از فنلاند به موفقیت تجاری دست یابند. این نیز سرنوشت گروه راک اند رول، هوریگانس بود. صحنه پانک فنلاند نام‌های مورد احترام بین‌المللی از جمله ترویت کدت را در دهه ۱۹۸۰ تولید کرد. هانوی راکس یک گروه پیشگام گلم راک در دهه ۱۹۸۰ بود که شاید با تأثیرگذاری بر گروه‌هایی مانند گانز ان روزز، اثری عمیق‌تر از هر گروه فنلاندی دیگری در تاریخ موسیقی عامه‌پسند بر جای گذاشت.
در دهه ۱۹۹۰ موسیقی راک و متال فنلاند با گروه‌هایی مانند ۶۹ آیز، آمورفیس، چیلدرن آو بادم، انزیفروم، نوردر، وینترسان، هیم، ایمپیلد نزرین، لردی، نگاتیو، نایت‌ویش، راسموس، سنتنسد، سناتا آرتیکا، استراتواریوس و تاریا تورونن، یک هنرمند انفرادی که به خاطر ترکیب موسیقی کلاسیک با متال/راک محبوب است، شروع به کسب شهرت بین‌المللی کرد. در اواخر دهه ۱۹۹۰ گروه چلو متال آپوکالیپتیکا نسخه بازخوانیهای متالیکا را به عنوان کوارتت‌های ویولن‌سل نواخت و نیم میلیون رکورد در سراسر جهان فروخت. برخی از محبوب‌ترین گروه‌های راک فنلاند در داخل کشور سی‌ام‌اکس و اپو نورمالی هستند. فنلاند همچنین از طریق گروه‌هایی مانند توریساس و فین‌ترول به محبوبیت بیشتر موسیقی فولک متال کمک کرد.
در دهه ۲۰۰۰ گروه‌های راک فنلاندی شروع به فروش خوب در سطح بین‌المللی کردند. راسموس در نهایت در دهه ۲۰۰۰ اروپا (و مکان‌های دیگر، مانند آمریکای جنوبی) را تسخیر کرد. آلبوم ۲۰۰۳ آنها دد لترز ۱٫۵ میلیون نسخه در سراسر جهان فروخت و هشت آلبوم طلا و پنج آلبوم پلاتین گواهی‌نامه فروش موسیقی ضبط‌شده را برای آنها به ارمغان آورد. اما تاکنون موفق‌ترین گروه فنلاندی در ایالات متحده هیم بوده است. آنها اولین گروه از فنلاند بودند که تا به حال آلبومی را فروختند که توسط RIAA گواهی طلا دریافت کرد. اخیراً، گروه هارد راک/هوی متال فنلاندی لردی با رکورد ۲۹۲ امتیاز برنده مسابقه آواز یوروویژن ۲۰۰۶ شد و اولین پیروزی فنلاند را به دست آورد. گروه‌های راک مانند ۶۹ آیز و ایندیکا در خارج از کشور طرفداران زیادی دارند.
جشنواره فضای باز متال توسکا، یکی از بزرگ‌ترین جشنواره‌های موسیقی هوی متال در فضای باز در جهان، هر ساله در کایسانیمی، هلسینکی برگزار می‌شود. رویس‌راک و پرووینسی‌راک معروف‌ترین جشنواره‌های راک هستند که در فنلاند برگزار می‌شوند.
فنلاند یکی از پیشرفته‌ترین جوامع اطلاعاتی در جهان است. ۲۰۰ روزنامه، ۳۲۰ مجله پرخواننده، ۲۱۰۰ مجله تخصصی و ۶۷ ایستگاه رادیویی تجاری در این کشور وجود دارد که یک ایستگاه در سطح کشور، شش ایستگاه رسانه عمومی (سه ایستگاه به زبان فنلاندی، دو ایستگاه به زبان سوئدی، یک ایستگاه به زبان سامی) پخش می‌کنند. رادیوی دیجیتال سه کانال دارد. چهار کانال تلویزیون آنالوگ ملی (دو سرویس عمومی و دو سرویس تجاری) در ۱ سپتامبر ۲۰۰۷ به‌طور کامل با پنج سرویس عمومی و سه کانال تلویزیون دیجیتال تجاری جایگزین شدند.

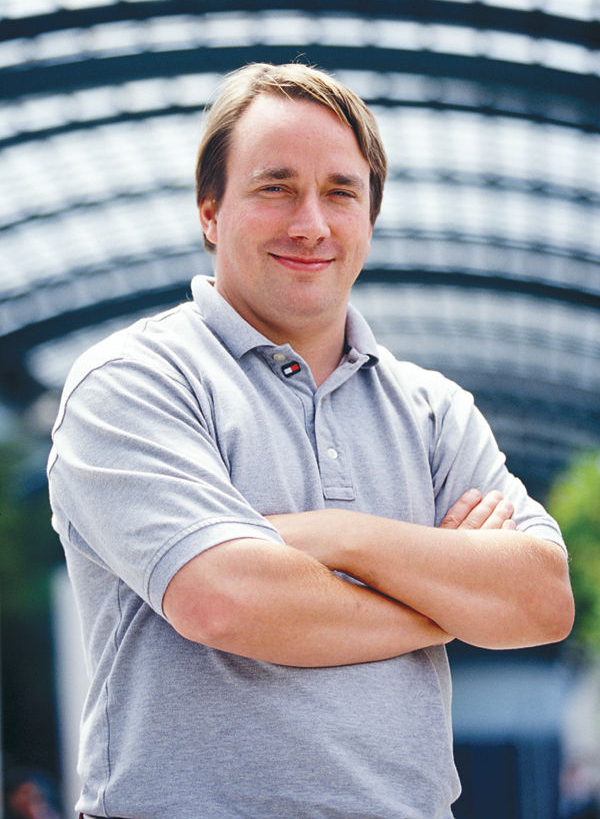
لینوس توروالدز، فنلاندی سوئدی‌زبان که به‌دلیل توسعه لینوکس شهرت دارد.

دسترسی به فراخ‌باند یک حق قانونی است و تا سال ۲۰۱۵ بیش از ۹۳ درصد از جمعیت کشور برخط (آن‌لاین) بودند.
در سال ۲۰۱۵ میلادی، ۹۵ درصد از فنلاندی‌ها حداقل یک بار در هفته روزنامه (چاپی یا آنلاین) می‌خواندند – که بالاترین میزان در کشورهایی بود که توسط رویترز مقایسه شد (از جمله دانمارک (۸۷٪)، بریتانیا (۷۳٪) و ایالات متحده آمریکا (۵۶٪)). پرخواننده‌ترین روزنامه در فنلاند هلسینگین سانمات است که شمارگان آن ۲۶۷ هزار نسخه است. گروه رسانه‌ای سانوما که انتشاردهنده هلسینگین سانمات است، همچنین روزنامه آمولهتی، روزنامه نیم‌قطع ایلتا-سانومات و تالوس‌سامنومات با گرایش تجاری را منتشر می‌کند. این گروه همچنین صاحب کانال تلویزیونی نلونن است. بزرگ‌ترین سهامداران سانوما، بنیاد خانواده آتوس ارکو و آنتی هرلین هستند. ناشر بزرگ دیگر آلما مدیا تقریباً سی مجله منتشر می‌کند، از جمله ایلتالهتی و کاوپ‌پالهتی با گرایش تجاری. فنلاند از زمان انتشار اولین شاخص توسط گزارشگران بدون مرز در سال ۲۰۰۲، هر ساله در صدر فهرست جهانی شاخص آزادی رسانه قرار گرفته است.
در سال ۲۰۱۵، ۷۶۵ کتابخانه عمومی وجود داشت که بیش از ۴۹ میلیون بار بازدید شده‌اند. بیش از ۱۰ هزار کتاب و ۴۶ روزنامه روزانه (۴–۷ بار در هفته) منتشر شد. ۳۱۱ سینما ۲۰۲ فیلم جدید را به نمایش گذاشتند.
شرکت ملی پخش فنلاند اولیس‌رادیو (اوله، Yle) یک شرکت مستقل دولتی است. این شرکت دارای پنج کانال تلویزیونی و ۱۳ کانال رادیویی به دو زبان ملی است. «اوله» از طریق مجوز تلویزیون و هزینه‌های مجوز پخش تلویزیونی خصوصی تأمین مالی می‌شود. تحول مداوم به پخش تلویزیون دیجیتال در حال انجام است – پخش‌های آنالوگ در شبکه زمینی در ۳۱ اوت ۲۰۰۷ و در کابل در پایان فوریه ۲۰۰۸ متوقف شد. محبوب‌ترین کانال تلویزیونی ام‌تی‌وی۳ و محبوب‌ترین کانال رادیویی رادیو نووا متعلق به سخن‌پراکنی نوردیک (بونییر و پروونتوس) هستند.
مردم فنلاند به فناوری و خدمات اطلاعاتی عادت دارند. تعداد مشترکین تلفن همراه و همچنین تعداد اتصالات اینترنتی به ازای هر نفر در فنلاند از بالاترین میزان در جهان است. بر اساس گزارش وزارت ترابری و ارتباطات، ضریب نفوذ تلفن همراه فنلاند در اوت ۱۹۹۸ از پنجاه درصد جمعیت فراتر رفته است – اولین بار در جهان – و تا دسامبر ۱۹۹۸ تعداد اشتراک‌های تلفن همراه از اتصالات تلفن ثابت بیشتر شده است. تا پایان ژوئن ۲۰۰۷، ۵٫۷۸ میلیون مشترک تلفن همراه یا ۱۰۹ درصد از جمعیت وجود داشت.
یکی دیگر از بخش‌های در حال رشد سریع، استفاده از اینترنت است. فنلاند تا پایان ژوئن ۲۰۰۷ بیش از ۱٫۵۲ میلیون اتصال اینترنتی فراخ‌باند داشت (حدود ۲۸۷ در هر ۱۰۰۰ نفر). فنلاندی‌ها نه تنها متصل هستند. آنها کاربران سنگین خدمات اینترنتی هستند. تمام مدارس و کتابخانه‌های عمومی فنلاند سال‌هاست که به اینترنت متصل هستند.
فنلاند همچنین به دلیل دستاوردهای عمده دموسین در سطح بین‌المللی شناخته شده است، به ویژه به دلیل اسمبلی، بزرگ‌ترین مهمانی سالانه دمو.
رژیم غذایی:
در حالی که گفته می‌شود فرانسوی‌ها زنده‌اند که خوراک خوب بخورند، اما گفته می‌شود که فنلاندی‌ها برای زنده ماندن غذا می‌خورند. غذای روزمره فنلاندی ساده اما مقوی است و زمان غذا خوردن نسبت به برخی کشورهای دیگر وقت دقیقی ندارد.
در طول هفته، خانواده‌های فنلاندی ممکن است خودشان غذا تهیه و بخورند اما در تعطیلات آخر هفته، بسیاری از خانواده‌ها با هم غذا می‌خورند و از فعالیت‌های خود در آن هفته باخبر می‌شوند. وعده‌های غذایی معمولاً ساده اما مغذی هستند، از جمله گوشت، ماهی، سیب زمینی، پاستا، نان و لبنیات. همان‌طور که می‌توان از کشوری با بیش از ۱۸۷۰۰۰ دریاچه انتظار داشت، ماهی‌های مختلف فراوانی در دسترس است، به ویژه در امتداد ساحل. قهوه نوشیدنی مورد علاقه است، حتی در بین نوجوانان، اغلب با نان گندم شیرین به نام پولا (pulla) صرف می‌شود. فنلاند نسخه مخصوص به خود از اسمورگِسبورد را دارد که وویلئی‌پپویتاvoileipäpöytä نامیده می‌شود. در وویلئی‌پپویتا، ماهی، سیب زمینی، انواع توت‌ها و لبنیات، همراه با نان چاودار وجود دارد. یکی دیگر از غذاهای رایج فنلاندی  سوسیسmakkara است که روی آتش کباب می‌شود و با  خردلsinappi خورده می‌شود. با این حال، منحصر به فردترین غذای لذیذ فنلاند، گوشت گوزن شمالی است فنلاندی‌ها خورش گوزن شمالی، استیک، کتلت، کوفته و حتی تارتار گوزن شمالی می‌خورند.
آشپزی:

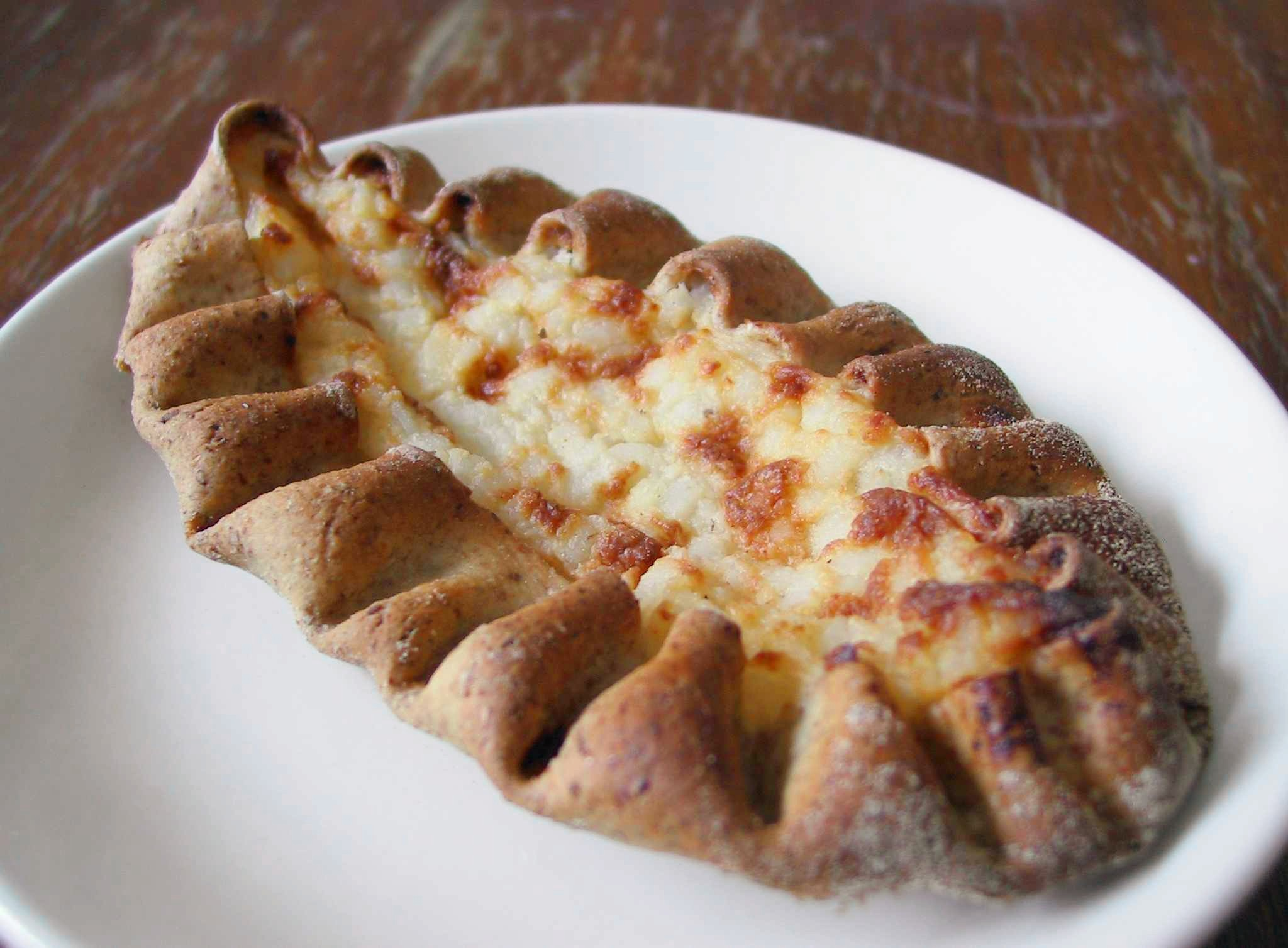
کاریالان‌پیراکا، از شیرینی‌های سنتی فنلاند.

آشپزی فنلاندی سنتی ترکیبی از عناصر آشپزی اروپایی، فنواسکاندیا و آشپزی روسی است. سبک و آداب غذا خوردن فنلاندی‌ها اروپایی است. غذا عموماً ساده، تازه و سالم است. از نظر تاریخی، فنلاندی‌ها به منابع طبیعی فراوان کشورشان تکیه کرده‌اند و از جنگل‌ها و دریاچه‌های وسیع آن امرار معاش می‌کنند. هنگامی که محصولات کشاورزی از بین می‌رفتند، بقا از طریق مصرف ماهی‌های تهیه شده از دریا و دریاچه‌ها، شکار از حیات وحش، و همچنین قارچ‌ها و انواع توت‌ها که از جنگل‌ها و مزارع جمع‌آوری می‌شدند، حفظ می‌شد. گوشت، سته، شیر و سبزیجات آسیاب شده مواد معمولی هستند در حالی که ادویه‌جات به دلیل عدم دسترسی تاریخی رایج نیستند.
فنلاند به‌طور گسترده به خاطر فرهنگ نان غنی خود شناخته شده است، که نمونه آن طیف متنوعی از نان‌ها، از چاودار ترش گرفته تا کالاکوکو - یک «نان ماهی» که در یک پوسته چاودار دلچسب پوشانده شده است. این «نان‌ها» در انواع مختلفی وجود دارند که در ابتدا به عنوان راهی برای نگهداری مواد غذایی تهیه می‌شدند. پوسته ضخیم چاودار تضمین می‌کرد که مواد پرکننده در طول سفرهای طولانی خراب نمی‌شوند.
انواع غذاهای کاسه‌ای بر پایه فهرست سبزیجات ریشه‌ای نیز از غذاهای اصلی محبوب در غذاهای فنلاندی هستند. برخی شامل دیزی شلغم زردlanttulaatikko، که عمدتاً از شلغم زرد مخلوط با شربت، آرد سوخاری و اغلب چاشنی شده با ادویه‌هایی مانند جوز هندی، دیزی هویجporkkanalaatikko، ساخته شده با هویج، گوشت خوک چرخ کرده (گاهی اوقات با گوشت گاو چرخ‌کرده مخلوط می‌شود)، برنج و چاشنی شده با ادویه‌هایی مانند ادویه‌های مختلف یا فلفل سیاه و گراتن پوره سیب‌زمینی و گوشتperunasoselaatikko
فنلاند تنها ۹ درصد از گوشت مصرفی خود را وارد می‌کند و سرانه مصرف گوشت شصت و شش کیلوگرم به ازای هر نفر، کمترین میزان در اروپا است. در سال‌های گذشته، غذای فنلاندی اغلب از منطقه‌ای به منطقه دیگر متفاوت بود، به ویژه بین غرب و شرق. در روستاهای ساحلی و کنار دریاچه، ماهی ویژگی اصلی آشپزی بود، در حالی که در مناطق شرقی و همچنین شمالی، سبزیجات و شکار رایج‌تر بود. در لاپلند فنلاند، گوزن شمالی نیز مهم بود.
صبحانه نمونه اولیه بلغور جو دوسر یا سایر غذاهای سبک قاره‌ای مانند نان است. ناهار معمولاً یک وعده غذایی گرم کامل است که توسط کافه‌تریا در محل کار سرو می‌شود. شام در حدود ساعت ۱۷:۰۰ تا ۱۸:۰۰ در خانه خورده می‌شود و همچنین معمولاً در اواخر عصر شام می‌خورند.
آشپزی امروزی فنلاندی غذاهای روستایی و آشپزی رستورانی را با سبک آشپزی معاصر قاره‌ای ترکیب می‌کند. امروزه ادویه‌ها یک ماده برجسته در بسیاری از دستور غذاهای امروزی فنلاندی هستند که در دهه‌های اخیر از شرق و غرب پذیرفته شده‌اند.

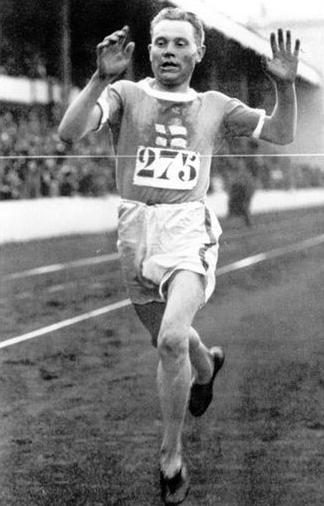
پاوو نورمی در بازی‌های المپیک تابستانی ۱۹۲۰

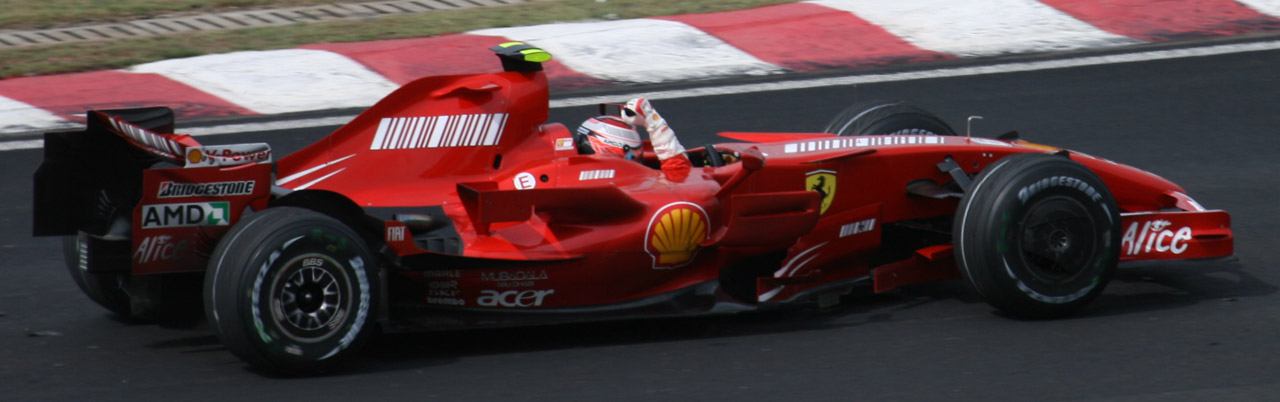
کیمی رایکونن، قهرمان مسابقات فرمول یک فصل ۲۰۰۷ جهان، در حال جشن گرفتن پیروزی‌اش در جایزه بزرگ برزیل ۲۰۰۷.

رویدادهای ورزشی مختلفی در فنلاند محبوب هستند. پساپالو (یادآور بیسبال) ورزش ملی فنلاند است، اگرچه محبوب‌ترین ورزش‌ها در فنلاند از نظر پوشش رسانه‌ای و حضور تماشاگران فرمول یک، هاکی روی یخ، دو و میدانی، فوتبال و مسابقه کالسکه‌رانی هستند. با این حال، از نظر ورزش واقعی، محبوب‌ترین آنها از نظر افرادی که در یک باشگاه ثبت نام کرده‌اند، فوتبال و اسب‌سواری هستند.
تیم ملی هاکی روی یخ فنلاند یکی از بهترین تیم‌های جهان محسوب می‌شود و چهار بار در سال‌های ۱۹۹۵، ۲۰۱۱، ۲۰۱۹ و ۲۰۲۲ قهرمان جهان شده است. در طول قرن گذشته، رقابت ورزشی بین فنلاند و سوئد وجود داشته است، عمدتاً در هاکی روی یخ و دو و میدانی. جاری کری و تیمو سلانه دو بازیکن هاکی روی یخ متولد فنلاند هستند که در دوران حرفه ای خود در لیگ ملی هاکی ۵۰۰ گل به ثمر رسانده‌اند. فوتبال اتحادیه نیز در فنلاند محبوب است و تیم ملی فوتبال فنلاند اخیراً به مسابقات قهرمانی فوتبال اروپا ۲۰۲۱، اولین تورنمنت بزرگ بین‌المللی خود، راه یافته است. یاری لیتمانن و سامی هوپیا از مشهورترین بازیکنان فوتبال فنلاند در سطح بین‌المللی هستند.

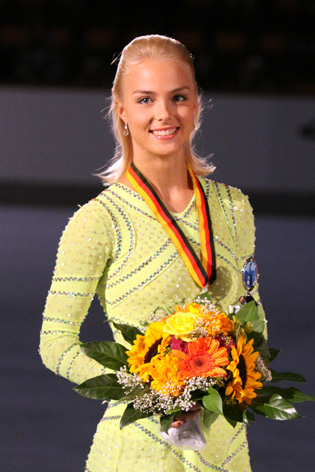
کیرا کورپی که در سال ۲۰۱۱ در رشته اسکیت نمایشی چهارم جهان شد.

فنلاند نسبت به جمعیت خود، یک کشور برتر در جهان در اتومبیل‌رانی بوده است که با موفقیت بین‌المللی اندازه‌گیری می‌شود. فنلاند سه فرمول یک فهرست رانندگان قهرمان فرمول یک جهان تولید کرده است - ککه روسبرگ (مهندسی جایزه بزرگ ویلیامز، مسابقات فرمول یک فصل ۱۹۸۲)، میکا هاکینن (مک‌لارن، مسابقات فرمول یک فصل ۱۹۹۸ و مسابقات فرمول یک فصل ۱۹۹۹) و کیمی رایکونن (اسکودریا فراری، مسابقات فرمول یک فصل ۲۰۰۷). در کنار رایکونن، دیگر راننده فرمول یک فنلاندی که در حال حاضر فعال است، والتری بوتاس است. دیگر رانندگان قابل توجه جایزه بزرگ فنلاند عبارتند از لئو کینونن، ی‌ی لهتو، میکا سالو و هیکی کوالاینن. فنلاند همچنین بهترین رانندگان رالی (اتومبیل‌رانی) جهان را تولید کرده است، از جمله رانندگان سابق رالی قهرمانی جهان فهرست رانندگان قهرمان رالی قهرمانی جهان مارکوس گرونهولم، یوها کانکونن، هانو میکولا، تومی مکینن، تیمو سالونن و آری واتانن. تنها فنلاندی که برنده مسابقات جاده‌ای جهان شده است، یارنو سارینن، در سال ۱۹۷۳ در حین مسابقه کشته شد.
در میان ورزش زمستانی، فنلاند موفق‌ترین کشور در اسکی پرش بوده است، و می‌توان گفت که اسکی باز سابق ماتی نوکانن بهترین بازیکن تاریخ در این ورزش بوده است. به ویژه، او پنج مدال المپیک (چهار طلا) و نه مدال قهرمانی جهان (پنج طلا) کسب کرد. در میان پرش‌کنندگان اسکی فنلاندی که در حال حاضر فعال هستند، یانه آهونن موفق‌ترین بوده است. کاله پالاندر یک برنده مشهور اسکی آلپاین است که قهرمانی جهان و کریستال بال را (دو بار، در کیتسبوهل) به دست آورد. تانیا پوتیاینن یک مدال نقره المپیک برای اسکی آلپاین و همچنین چندین مسابقه جام جهانی FIS را کسب کرده است.
برخی از برجسته‌ترین ورزشکاران گذشته عبارتند از هانس کولهماینن (۱۹۶۶–۱۸۹۰)، پاوو نورمی (۱۹۷۳–۱۸۹۷) و ویله ریتولا (۱۹۸۲–۱۸۹۶) که در دهه‌های ۱۹۱۰ و ۱۹۲۰ هجده مدال طلا و هفت مدال نقره المپیک را کسب کردند. آنها همچنین اولین نسل از دوندگان بزرگ دو نیمه‌استقامت و دو استقامت فنلاندی در نظر گرفته می‌شوند که اغلب «فنلاندی‌های پرنده» نامیده می‌شوند. یکی دیگر از دوندگان مسافت طولانی، لاسه ویرن (زادهٔ ۱۹۴۹)، در مجموع چهار مدال طلا در بازی‌های المپیک تابستانی ۱۹۷۲ و بازی‌های المپیک تابستانی ۱۹۷۶ کسب کرد.
همچنین، در گذشته، ریکو کیری، جوکو اولا و یانه ویرتانن بزرگ‌ترین ورزشکاران قدرتی (زورِ بازو) در این کشور بوده‌اند که بین سال‌های ۱۹۹۳ تا ۲۰۰۰ در مسابقات قوی‌ترین مردان جهان شرکت کردند.
بازی‌های المپیک تابستانی ۱۹۵۲ که رسماً به عنوان «بازی‌های المپیاد پانزدهم» شناخته می‌شود، در سال ۱۹۵۲ در هلسینکی، فنلاند برگزار شد. از دیگر رویدادهای ورزشی قابل توجه برگزار شده در فنلاند می‌توان به مسابقات جهانی دو و میدانی ۱۹۸۳ و مسابقات جهانی دو و میدانی ۲۰۰۵ اشاره کرد.
برخی از محبوب‌ترین ورزش‌ها و فعالیت‌های تفریحی عبارتند از فلوربال، پیاده‌روی نوردیک، دویدن، دوچرخه‌سواری و اسکی.
- عصر طلایی هنر فنلاند

1. 1 2  admin. “What Is Finnish Culture? Everything about Finnish Culture - Finland Startup Visa & Company Registration in Finland. ” Finland Startup Visa & Company Registration In Finland, February 28, 2024. https://finlandq.com/finnish-culture/.
2. ↑  PEOPLE, MATERIAL CULTURE AND ENVIRONMENT IN THE NORTH Proceedings of the 22nd Nordic Archaeological Conference, University of Oulu, 18–23 August 2004 Edited by Vesa-Pekka Herva GUMMERUS KIRJAPAINO [[http://herkules.oulu.fi/ISBN%5Bپیوند+مرده%5D 9514281411/ISBN 9514281411.pdf](http://herkules.oulu.fi/ISBN%5Bپیوند+مرده%5D 9514281411/ISBN 9514281411.pdf)]
3. ↑  Salokorpi, Sinikka. [(http://finland.fi/public/default.aspx?contentid=180470&contentlan=2&culture=en-US) "A time of tradition"]. Finland Promotion Board. Retrieved 19 August 2012. {{cite web}}: Check |url= value (help)
4. ↑  Helsinkiläinen sauna. Nationaal Archief. Retrieved 12 March 2022.
5. 1 2 3  Järvenpää, Robert. [(http://www.everyculture.com/Cr-Ga/Finland.html) "Culture of Finland"]. Countries and their cultures – World Culture Encyclopedia. Advameg. Retrieved 3 September 2016. {{cite web}}: Check |url= value (help)[پیوند مرده]
6. ↑  Heinänen, Seija. [(https://web.archive.org/web/20151222153119/http://ehtiihanpariisiin.keskisuomentaide.fi/artikkelit/kuvataide-suomessa/) "Kuvataide Suomessa 1950– ja 1960-luvuilla"]. Ehtiihän Pariisiin (به فنلاندی). Art Museum in Jyväskylä. Archived from [(http://ehtiihanpariisiin.keskisuomentaide.fi/artikkelit/kuvataide-suomessa/) the original] on 22 December 2015. Retrieved 25 October 2015. {{cite web}}: Check |archive-url= value (help); Check |url= value (help)
7. ↑  [(https://www.artsy.net/article/editorial-number-focusfinland-your-crash-course-on-finlands-contemporary) "#FocusFinland: Your Crash Course on Finland's Contemporary Art Scene"]. Artsy. 2014. Retrieved 25 October 2015. {{cite web}}: Check |url= value (help)[پیوند مرده]
8. ↑  [(https://web.archive.org/web/20080901040908/http://www.tuska-festival.fi/) "Tuska Open Air Metal Festival"]. Archived from [(http://www.tuska-festival.fi/) the original] on 1 September 2008. Retrieved 25 July 2007. {{cite web}}: Check |archive-url= value (help); Check |url= value (help)
9. ↑  [(https://www.bbc.com/news/world-europe-17288360) "Finland Country Profile:Media"]. BBC News. 7 March 2012. Retrieved 4 September 2016. {{cite news}}: Check |url= value (help)[پیوند مرده]
10. ↑  [(http://www.sanomalehdet.fi/sanomalehtitieto/median-käyttö) "Median käyttö"] (به فنلاندی). Sanomalehtien liitto. Retrieved 4 September 2016. {{cite web}}: Check |url= value (help)[پیوند مرده]
11. 1 2  [(http://www.stat.fi/tup/suoluk/suoluk_kulttuuri_en.html) "Culture and the Media"]. Statistics Finland. Retrieved 4 September 2016. {{cite web}}: Check |url= value (help)[پیوند مرده]
12. ↑  [(https://web.archive.org/web/20160916035505/https://www.sanoma.com/en/media/finland/business-units) "Business units"]. Sanoma. Archived from [(https://www.sanoma.com/en/media/finland/business-units) the original] on 16 September 2016. Retrieved 4 September 2016. {{cite web}}: Check |archive-url= value (help); Check |url= value (help)
13. ↑  [(https://web.archive.org/web/20160824125729/http://sanoma.com/en/investors/share/major-shareholders) "Major shareholders"]. Sanoma. Archived from [(https://www.sanoma.com/en/investors/share/major-shareholders) the original] on 24 August 2016. Retrieved 4 September 2016. {{cite web}}: Check |archive-url= value (help); Check |url= value (help)
14. ↑  [(http://www.almamedia.fi/en/about-us/alma-in-brief) "Alma in brief"]. Alma Media. Retrieved 4 September 2016. {{cite web}}: Check |url= value (help)
15. ↑  [(https://rsf.org/en/ranking) "Worldwide Press Freedom Index 2016"]. گزارشگران بدون مرز. 30 January 2013. Retrieved 4 September 2016. {{cite web}}: Check |url= value (help)[پیوند مرده]
16. 1 2  [(https://web.archive.org/web/20070925220234/http://www.ficora.fi/attachments/englanti/5ruZDB5VP/Files/CurrentFile/Market_review_2_2007.pdf) "Market Review 2/2007"]. Finnish Communications Regulatory Authority (FICORA). 31 August 2007. Archived from [(http://www.ficora.fi/attachments/englanti/5ruZDB5VP/Files/CurrentFile/Market_review_2_2007.pdf) the original] on 25 September 2007. Retrieved 4 September 2007. {{cite web}}: Check |archive-url= value (help); Check |url= value (help)
17. 1 2  AFS-USA. “Finland: Exploring the Culture of Finland | AFS-USA. ” AFS-USA. AFS-USA, September 12, 2019. https://www.afsusa.org/countries/finland/#afs-nav-food.
18. 1 2 3  Salonen, Eeva (1 May 2003). [(https://online.ucpress.edu/gastronomica/article/3/2/101/46636/Here-We-Come-World-Food-Trends-in-Finland) "Here We Come, World!: Food Trends in Finland"]. Gastronomica (به انگلیسی). 3 (2): 101–103. doi:10.1525/gfc.2003.3.2.101. ISSN 1529-3262. {{cite journal}}: Check |url= value (help)[پیوند مرده]
19. ↑  Stoller, Eleanor Palo (1996). [[invalid URL removed] "Sauna, Sisu and Sibelius: Ethnic Identity among Finnish Americans"]. The Sociological Quarterly. 37 (1): 145–175. doi:10.1111/j.1533-8525.1996.tb02335.x. ISSN 0038-0253. JSTOR 4121307. {{cite journal}}: Check |url= value (help)

- مشارکت‌کنندگان ویکی‌پدیا. «Culture of Finland». در دانشنامهٔ ویکی‌پدیای انگلیسی، بازبینی‌شده در ۴ ژوئن ۲۰۲۴.